# Светлогорск (Калининградская область)
Светлого́рск (до 1947 года — Ра́ушен, нем. Rauschen, лит. Raušiai) — город в Калининградской области России. Административный центр Светлогорского городского округа. Курорт.
Расположен на побережье Балтийского моря, в тридцати километрах к северо-западу от города Калининграда.
29 марта 1999 года Светлогорск признан курортом федерального значения.
Город является туристическим и культурно-деловым центром на Балтийском взморье.
Численность населения города — 16 771 человек (2023).
Единственный в России город, являющийся членом движения «Медленный город».

## Месторасположение

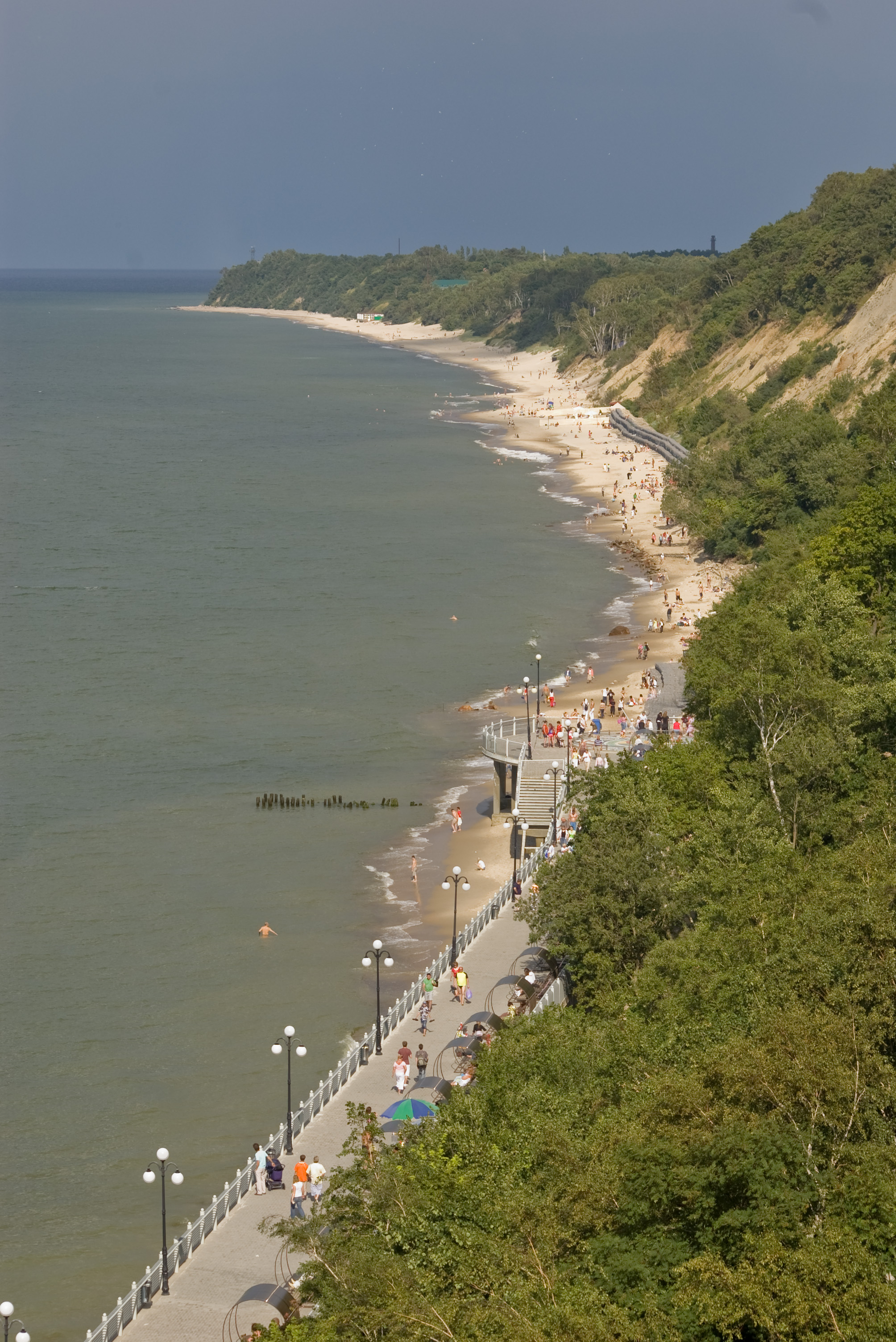
Вид на светлогорский променад.

Город Светлогорск расположен на Калининградском полуострове (ранее — Самбийский полуостров) в районе приморских холмисто-моренных гряд. Рельеф здесь среднехолмистый, слабо расчленённый речной сетью.
Граница муниципального образования городское поселение «Город Светлогорск» на западе начинается от пересечения берега Балтийского моря с северной границей 87-го квартала Светлогорского лесничества Приморского лесхоза и идёт по береговой линии Балтийского моря в северо-восточном направлении до пересечения с оврагом у посёлка Рыбное (в 230 метрах восточнее реки Светлогорка).

## Климат
В климатических условиях ярко выражено влияние моря. Сумма эффективных температур воздуха колеблется в пределах 2100—2150 °C, продолжительность безморозного периода наибольшая в Калининградской области — 180—190 дней. Снежный покров неустойчив, его мощность может достигать 16 см. Сумма отрицательных температур колеблется от 145 до 250 °C. Средняя месячная температура января (наиболее холодного месяца) −2,7 °C, июля (самого тёплого месяца) +16,7 °C, средняя годовая температура воздуха +6,8 °C.
| Показатель              | Янв. | Фев. | Март | Апр. | Май | Июнь | Июль | Авг. | Сен. | Окт. | Нояб. | Дек. | Год |
| ----------------------- | ---- | ---- | ---- | ---- | --- | ---- | ---- | ---- | ---- | ---- | ----- | ---- | --- |
| Средняя температура, °C | −3   | −2   | 0    | 4    | 7   | 12   | 17   | 16   | 13   | 7    | 3     | −2   | 6   |
| Норма осадков, мм       | 75   | 63   | 52   | 45   | 49  | 65   | 90   | 98   | 94   | 98   | 85    | 97   | 911 |

Максимальное количество осадков выпадает в июле—августе (70—100 мм). Весной и в первую половину лета в 50—70 % лет наблюдаются бездождевые периоды, когда за 10 дней подряд выпадает менее 1 мм осадков. Летом на побережье проявляется бризовая циркуляция.
В прибрежной части Балтийского моря температура воды достигает максимума в августе, средняя температура поверхностных вод 18 °C.
Почвы — среднеподзолистые песчаные и супесчаные на морене.

## История и этимология
Поселение, получившее впоследствии имя Раушен (нем. Rauschen), располагалось на северной оконечности Самбийского полуострова (Земланда). Название Земланд впервые упоминается в 1073 году, как земля, которую населяют пруссы, (они называли сембы). Первое упоминание языческого поселения на месте Раушена относится к 1258 году, тогда это поселение пруссов именовалось Рузе-Мотер, что в переводе со старопрусского означает «погребное место», «край погребов». Располагался Рузе-Мотер на берегу нынешнего озера Тихое (ранее Мюллентайх), отделённого от моря высокой береговой дюной; жители его занимались рыбной ловлей и охотой.
Пришедшие сюда в XIII веке рыцари Немецкого (Тевтонского) ордена сначала называли посёлок Рауше-мотер, а с XIV века, по созвучию с неопределённой формой немецкого глагола раушен («шуметь», «шелестеть») назвали Раушеном. Орденские братья задали жизни посёлка новое направление: они перегородили ручей Катценбах, впадающий в озеро, и установили на ручье мельницу. С этих пор озеро стало называться Мюлен-тайх («Мельничный пруд»), а мельничное дело стало основным для жителей посёлка. В орденские времена это была самая крупная мельница на Земланде.
Около двух столетий назад произошёл ещё один поворот в развитии посёлка, теперь уже как курортного местечка. В самом начале XIX века в Европе путешествия и отдых с купаньем в море сделались модными, эти места стали посещать отдыхающие, здесь стали останавливаться путешественники. Так как доступ к морю был затруднён песчаной дюной, то местом проживания и отдыха были живописные уголки озера. Возле мельницы открылся трактир, появились новые дома. В Раушене стали строиться уютные виллы и пансионаты, вскоре подводы с мешками зерна стали теряться среди экипажей с курортниками, их баулами и жёнами в воздушных шляпках. Официально Раушен как курорт был открыт 24 июня 1820 года. Реальным толчком, вызвавшим к жизни Раушен в качестве курорта национального значения, было его посещение в 1840 году, после своей коронации, королём Фридрихом-Вильгельмом IV. Здешние места очаровали его своей романтичностью. По велению короля начали усиленно озеленять береговую дюну, сооружать удобные спуски к морю, укреплять морскую набережную. Впрочем, несмотря на придание официального статуса и внимание коронованной особы, обустройство курорта по большей части оставалось инициативой частных лиц. Может быть, поэтому до начала ХХ столетия Раушен оставался тихим и немноголюдным местечком.
Популярность города как курорта существенно возросла с 1900 года, когда проложили железную дорогу от Кёнигсберга до станции Раушен/Орт, ныне Светлогорск-1, продлённую в 1906 году до станции Раушен/Дюне (Светлогорск-2). Поезда теперь могли подъезжать ближе к морю, курорт стал гораздо доступнее для многих жителей Кёнигсберга. Положительную роль как в развитии курорта, так и в привлечении отдыхающих сыграл ипподром, открытый в Раушене обществом наездников. Город стал разделяться на две части: нижнюю, около озера и верхнюю, выше на 40—50 м, у моря. Верхний посёлок располагался примерно на высоте до 60 м над уровнем моря, поэтому приятным событием в его жизни явилось открытие в 1912 году фуникулёра, 90-метровой наклонной рельсовой дороги для доставки курортников к морю и обратно. Фуникулёр проработал до 1960-х годов. Обустройство курорта не могло обходиться без обустройства пляжных территорий. В 1908 году на берегу моря на сваях была построена деревянная прогулочная палуба-променад, к нему вели несколько спусков-серпантинов. Из наиболее известных личностей в первой половине XIX века здесь часто отдыхал пианист и композитор Отто Николаи, автор знаменитой комической оперы «Виндзорские проказницы» по Шекспиру; Вильгельм Гумбольдт; гораздо позднее, в XX веке Томас Манн и Кете Кольвиц. В первые годы XX века в Раушене частными лицами было развёрнуто усиленное строительство загородных домов, вилл, пансионатов, особенно в верхней части курорта.
Здания имели архитектурные формы с элементами фахверка, неоготики, модного тогда историзма, и хорошо вписывались в ландшафт. В 1928 году построена вилла архитектора Геринга. В центре Раушена, став своеобразным символом города, в 1900—1908 годах в стиле национального романтизма была возведена башня водолечебницы.

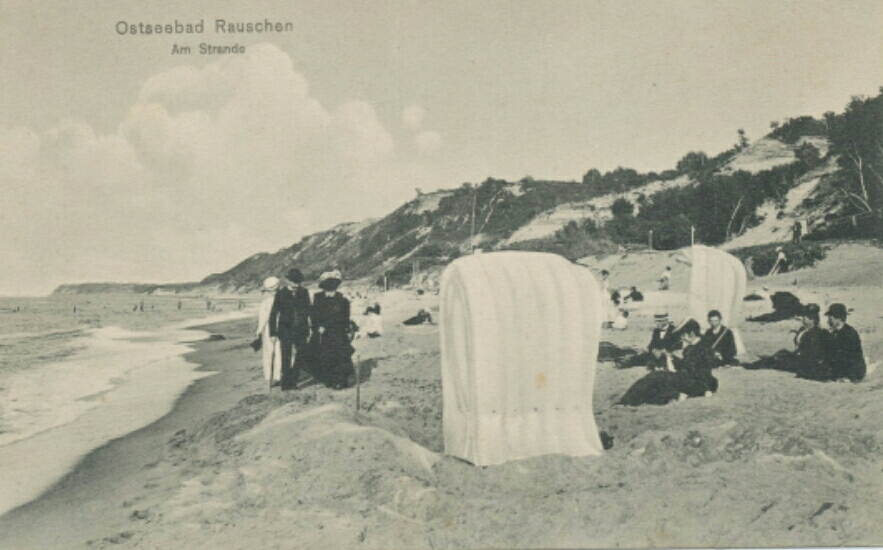
Открытка. Ostseebad Rauschen, am Strande (Раушен, на берегу) 1908—1914 гг.

Уже тогда помимо водного лечения: морских, углекислых и других ванн, санаторными заведениями города практиковалось грязевое, электрическое и световое лечение, лечебный массаж. Под шлемовидной крышей башни располагалась смотровая площадка для обзора окрестностей. Некоторые здания города построены благотворительным обществом, которое состояло из местных и приезжих предпринимателей и состоятельной части интеллигенции. Начиная с 1841 года, это благотворительное общество вместе с курортниками выпускало типографским способом газету «Гостеприимный Раушенец». Попечением общества был выстроен, например, дом для престарелых учительниц и кирха, возведённая в 1903—1907 годах. Кирху освятили 7 июля 1907 года, строилась она по проекту архитекторов Вихмана и Кукука в неороманском стиле с элементами модерна. Достопримечательностью кирхи был резной деревянный алтарь. В годы Первой мировой войны Раушен стал «филиалом» военного ведомства Германии — гражданские лица были почти вытеснены лечившимися и отдыхающими немецкими офицерами.
После Первой мировой войны Раушен обзавёлся электростанцией и канализационной сетью. Местную власть в городе представлял муниципалитет, мэр одновременно являлся комиссаром курорта. Курортная служба разбивалась на две части: медицинская и хозяйственная. В период официального курортного сезона с 1 июня по 15 сентября каждый прибывший на курорт обязан был в 24 часа встать на учёт в комиссариате курорта и внести в его кассу определённую сумму. О количестве отдыхающих можно судить как по числу индивидуальных закрывающихся кабин, на всех пляжах их общая численность достигала 3 тысяч, так и по статистике: в 1930 году в Раушене побывало 6 тысяч отдыхающих, в 1939 году — 11 тысяч отдыхающих. В разгар сезона в верхней части города функционировало около 20 гостиниц, отелей и пансионатов с ресторанами и кафе. Большая часть из них в зимний период закрывалась. Отдельно стоит выделить военный санаторий Раушена, который начал функционировать сразу после Первой мировой войны, благодаря которому значительно выросло число отдыхающих офицеров. С 1930-х годов курорт стал излюбленным местом отдыха высших чинов Третьего Рейха.
14 апреля 1945 года, во время Великой Отечественной войны город Раушен и прилегающие к нему населённые пункты были заняты советской Красной армией в ходе Восточно-Прусской операции. Город почти не пострадал и в нём сохранилось огромное количество довоенных построек, включая многочисленные виллы немецкой элиты. После присоединения большей части территории Восточной Пруссии и её столицы города Кёнигсберга (ныне Калининград) к РСФСР в результате Потсдамского соглашения 1945 года), указом Президиума Верховного Совета РСФСР от 17 июня 1947 года город Раушен был переименован в Светлогорск.
В 1994 году вокруг был сформирован городской округ, также включивший в себя посёлок Янтарный и Приморьевский поселковый совет. Границы округа были уточнены в 1999 году. В 2007 году Светлогорский городской округ был наделён статусом муниципального района, а Светлогорск определён его административным центром, в составе округа были сформированы три городских поселения, включая городское поселение город Светлогорск. В 2018 году городские поселения были объединены. В 2019 году Светлогорску присвоен статус города областного значения.

### Авиакатастрофа 1972 года
16 мая 1972 года самолёт Ан-24Т 263-го отдельного транспортного авиационного полка авиации Балтийского флота ВМФ СССР упал на здание детского сада в городе Светлогорске.
Трагедия унесла жизни тридцати пяти человек: погибли все восемь членов экипажа самолёта и двадцать семь человек на земле, из них 24 ребёнка и три сотрудника детского сада. В память о жертвах на месте катастрофы сооружён храм-часовня.

## Современный период и перспективы

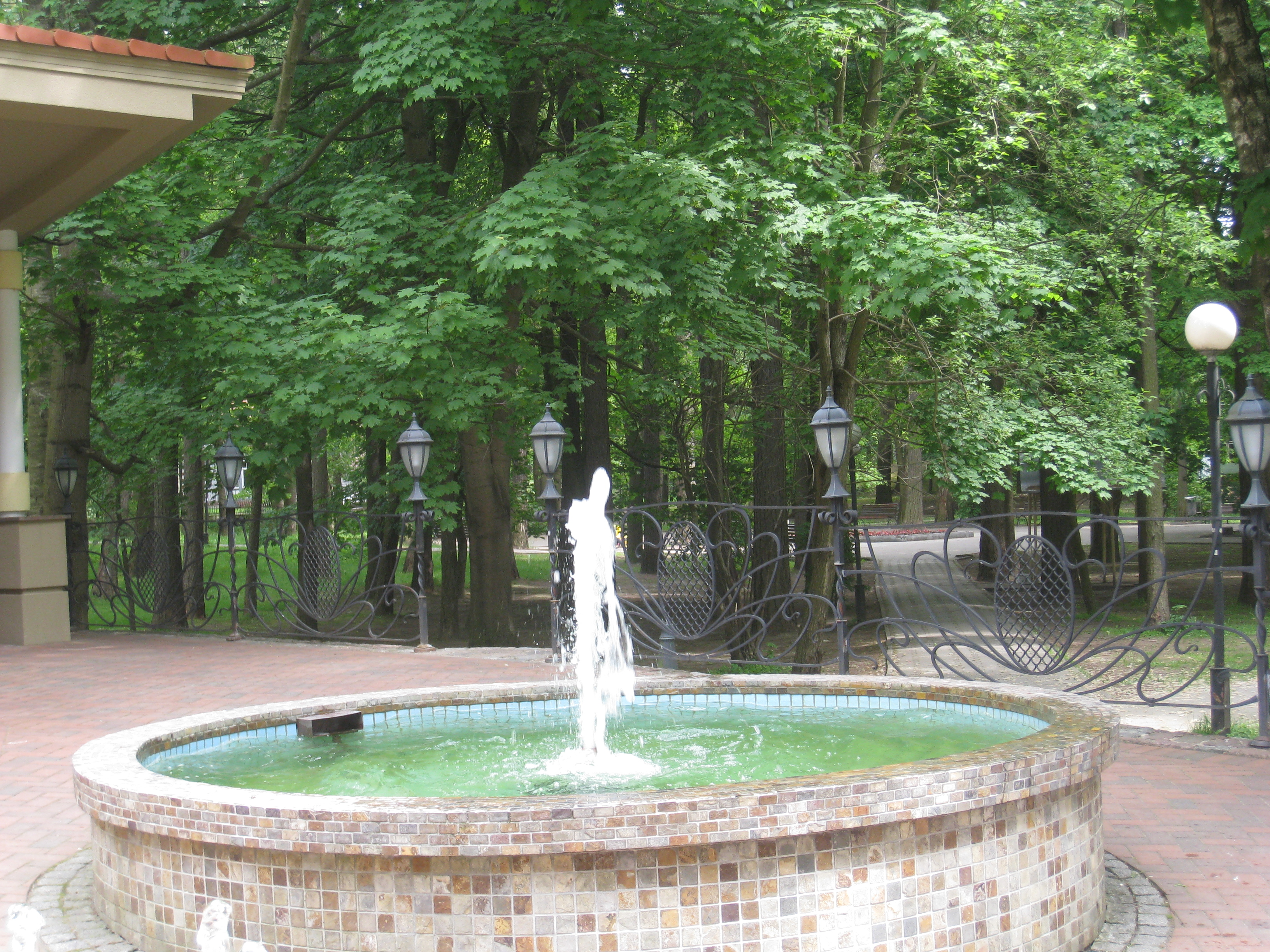
Фонтан на улице Октябрьской
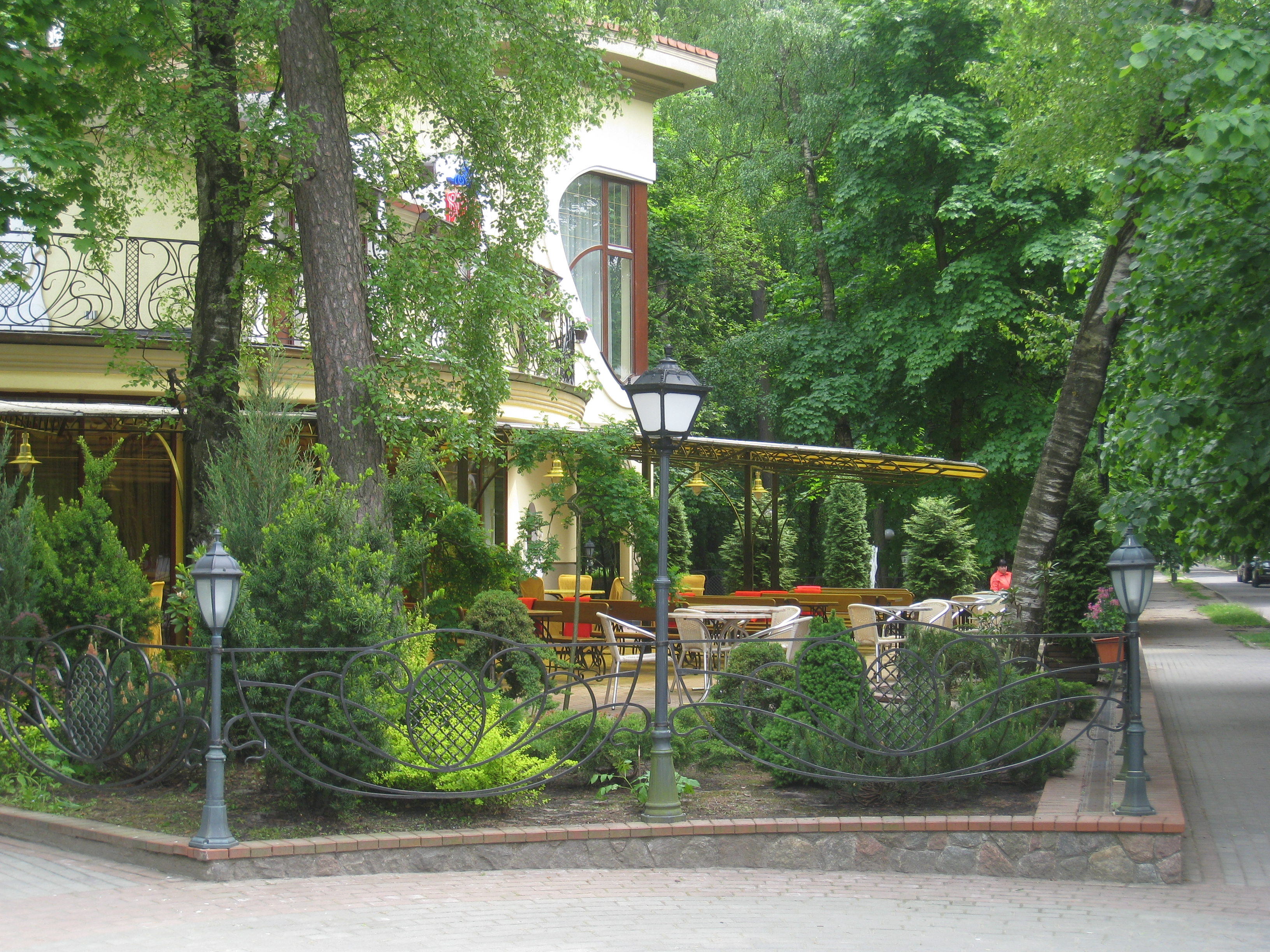
Уличный ресторан на улице Октябрьской
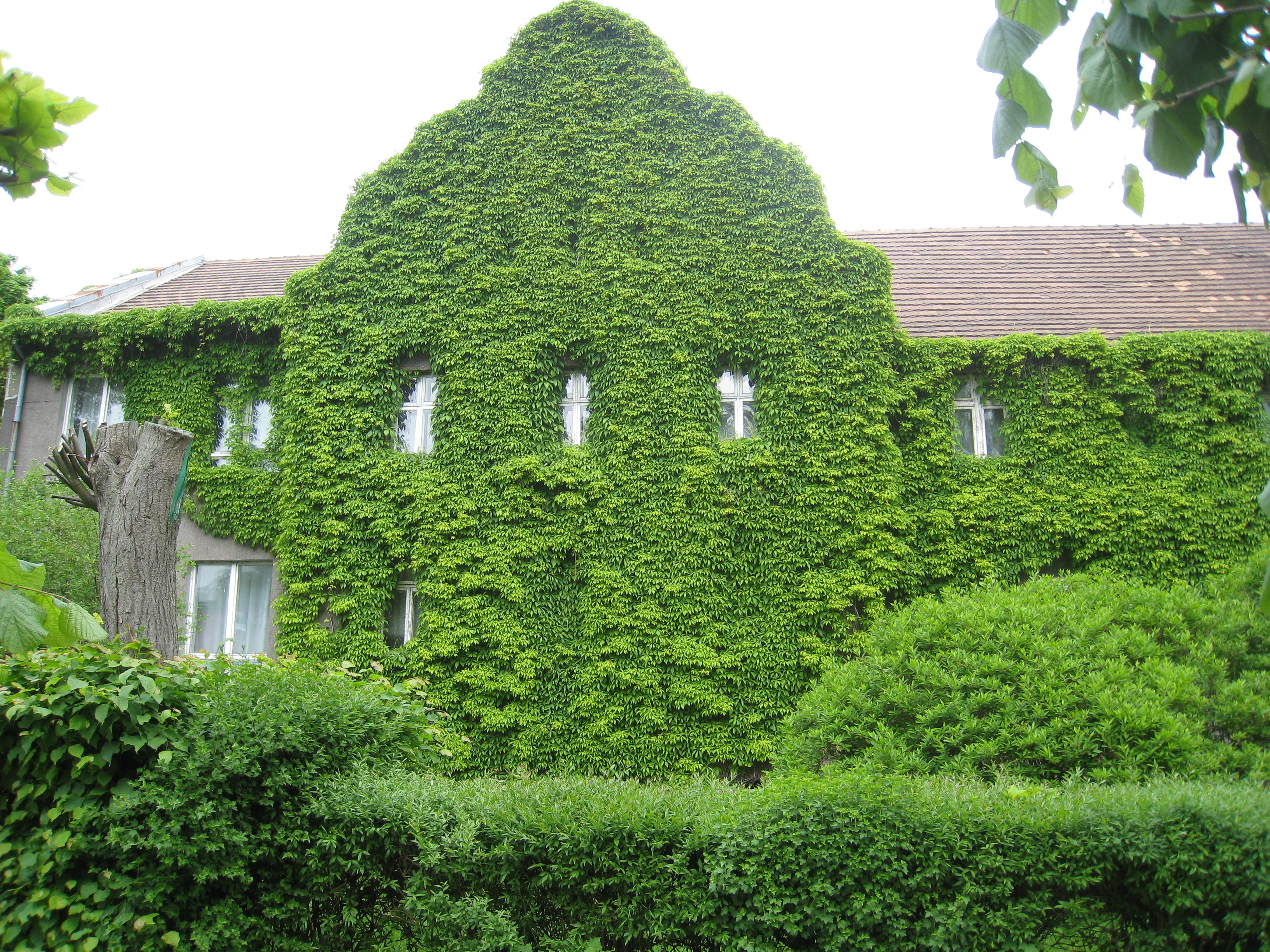
Здание водолечебницы, увитое японской лианой
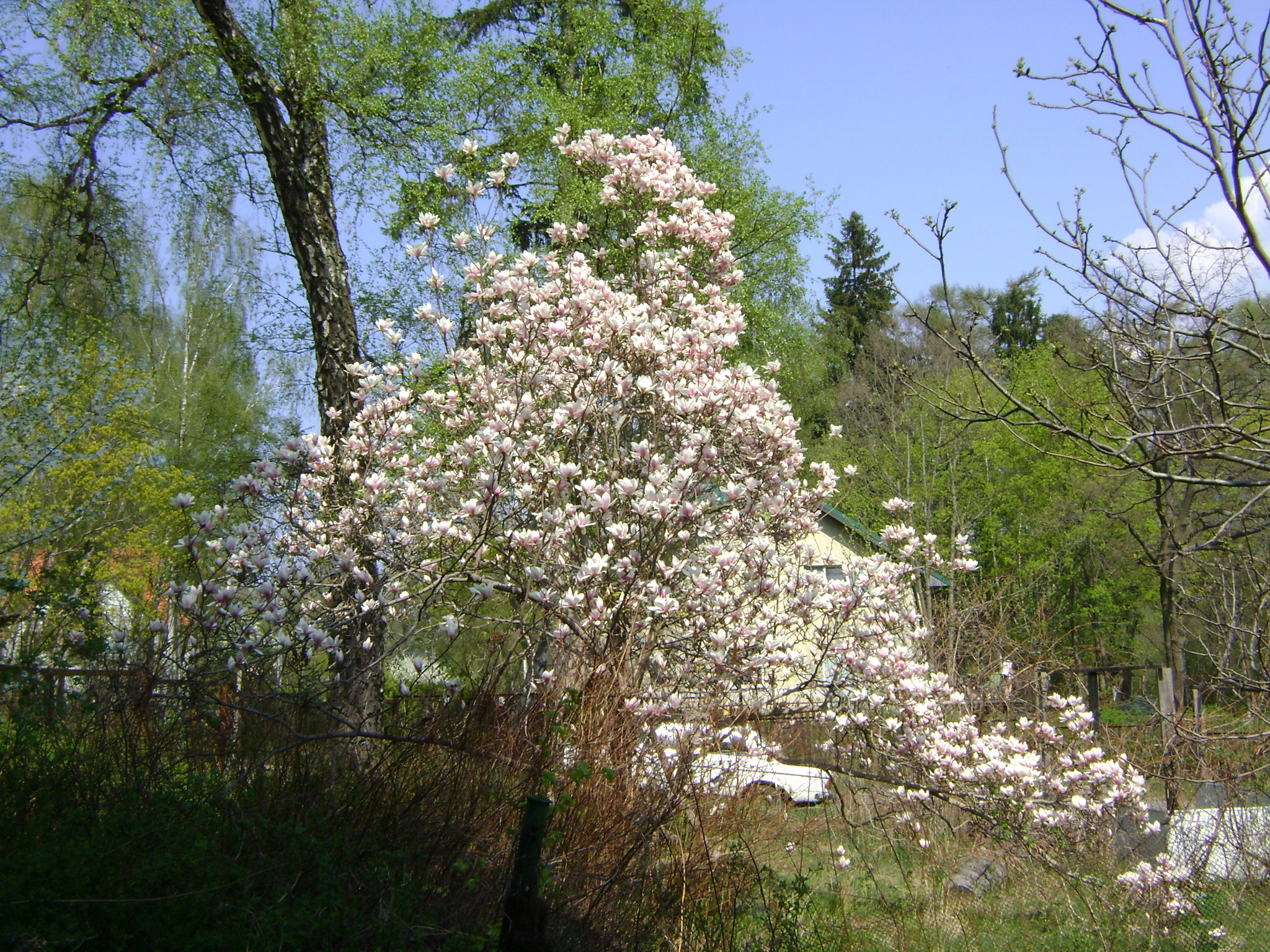
Магнолия на Балтийской улице
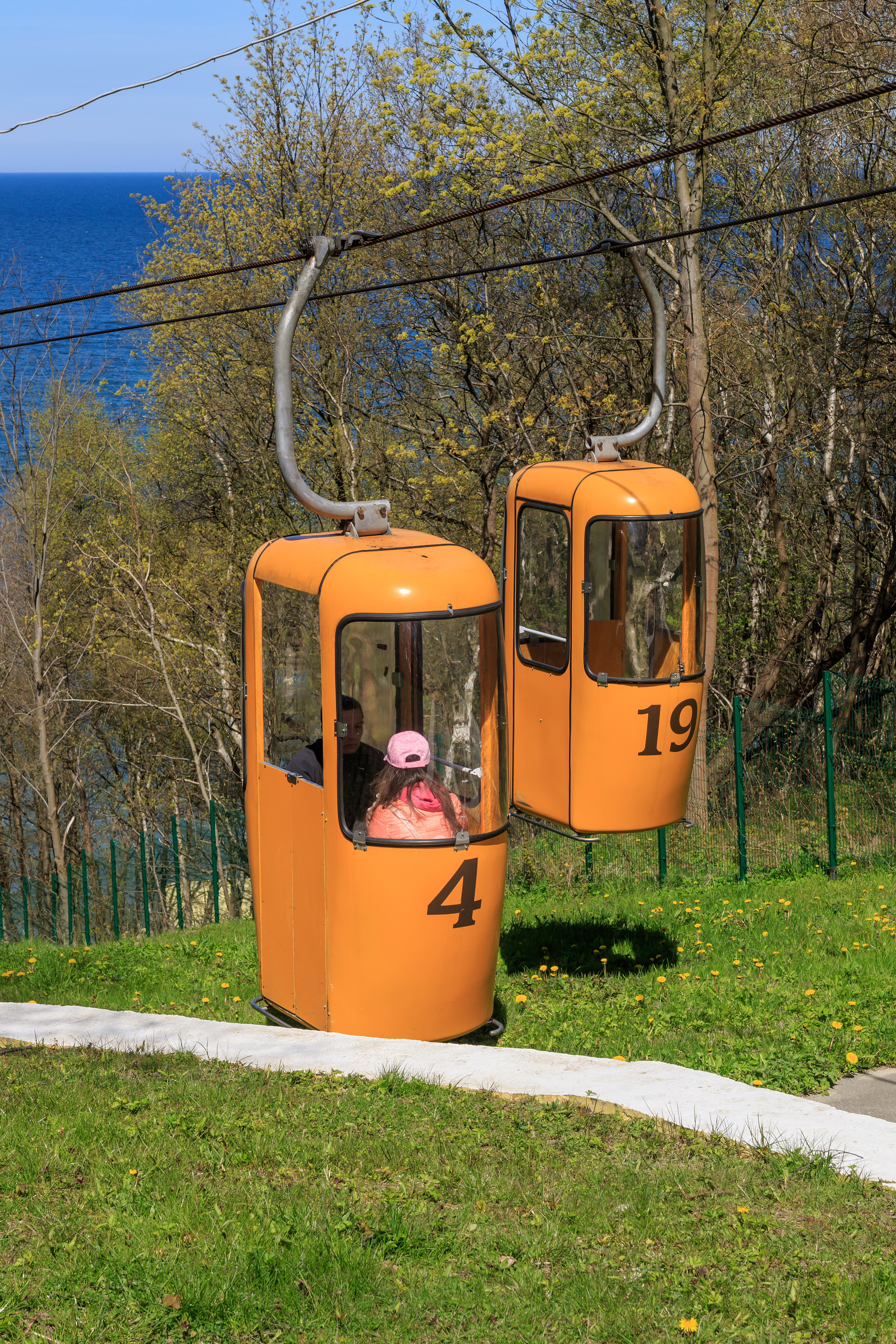
Канатная дорога
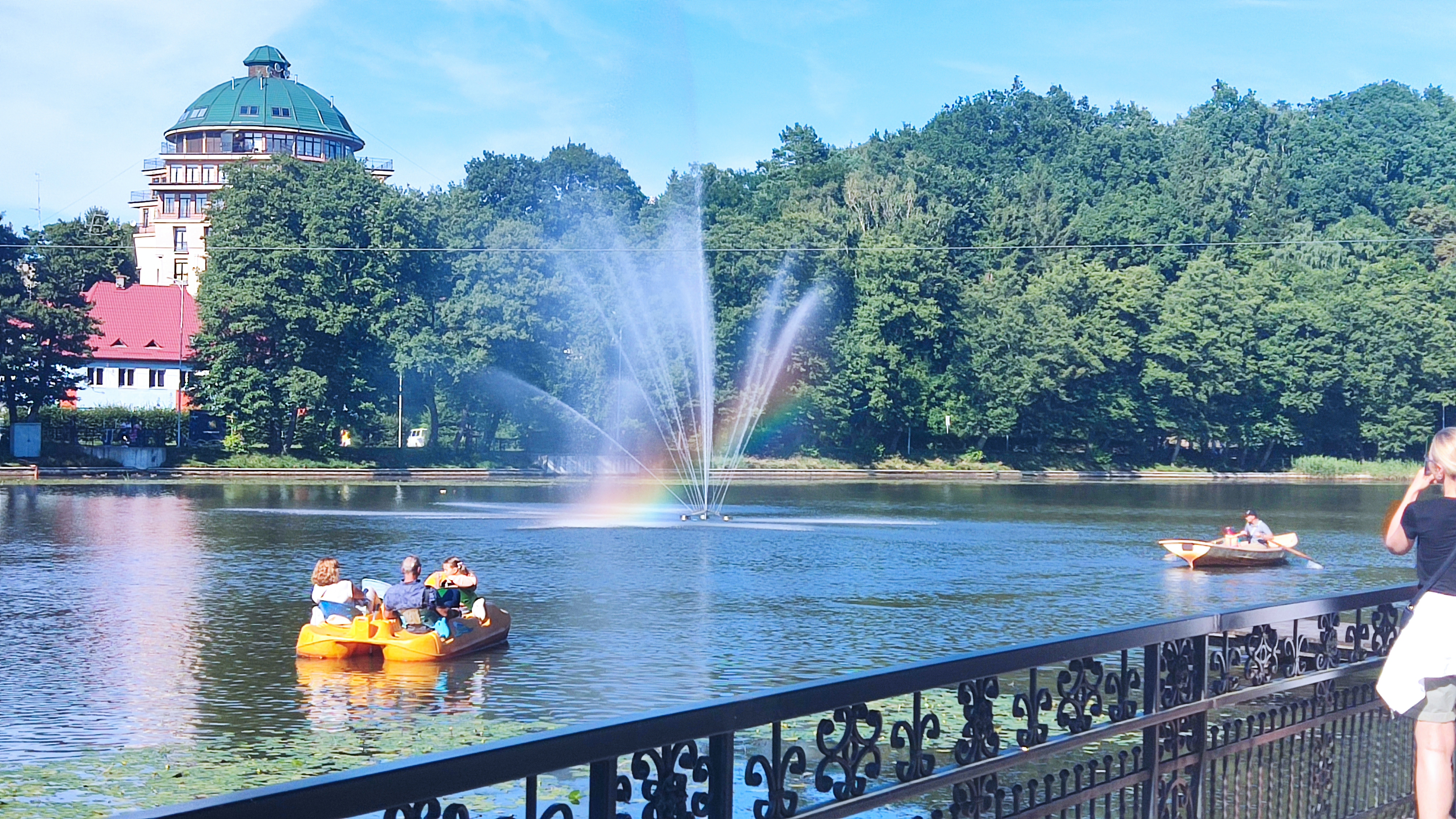
Озеро Тихое

Светлогорск сразу после Великой Отечественной войны привлёк к себе внимание как место отдыха, однако до середины 1960-х годов доступ сюда, в приграничную зону был затруднён. Город расположен на возвышенности, на древних дюнах высотой 50—60 м. В низменности находится только небольшая часть Светлогорска, в окрестностях озера Тихого и протекающей через город небольшой реки Светлогорки, которая впадает в озеро Тихое, потом вытекает из него и, в конце концов, впадает в Балтийское море.

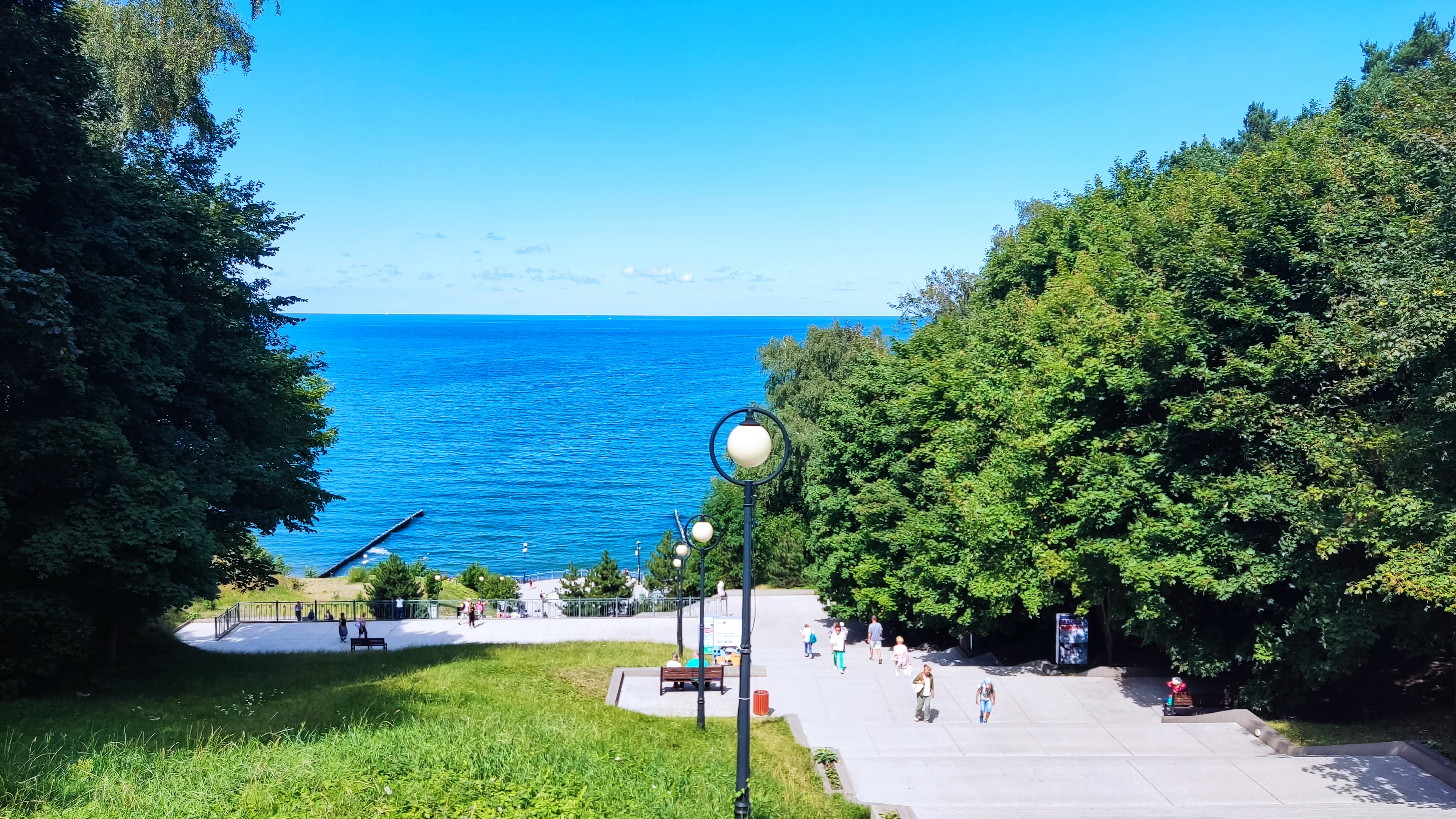
Лестница, ведущая на берег в Светлогорске

Морской берег Светлогорска крут и обрывист, высотой до 60 м над морем. С высокого холма на пляж ведут среди зелени шесть спусков: три узких металлических спуска (стальные лестницы), а также три более широких и комфортабельных каменных (бетон, асфальт, плитка) спуска, из которых один широкая лестница со скамейками для отдыха на площадках и с цветниками, спускающаяся к солнечным часам. Ступени этой лестницы служили скамьями во время фестиваля «Балтийские сезоны».
Пришедшие в 1960-е годы на смену фуникулёру канатная дорога и лифтовой подъёмник с 2010 года не функционировали, поэтому спуститься с высокого берега на пляж, а потом подняться обратно для полных, пожилых и инвалидов было проблематично, однако канатная дорога Светлогорска вновь открылась после реконструкции 6 июня 2014 года за день до Дня города, отмечающегося в первую субботу июня. Её протяжённость составляет 118 метров, количество кабинок насчитывает 19, цена проезда на май 2018 года была 50 рублей в одну сторону, для детей до пяти лет проезд бесплатный. Работники канатной дороги помогают людям выйти из кабинок. Вход на верхнюю часть канатной дороги расположен позади здания вокзала станции Светлогорск-2.
В 2019—2021 годах построен лифт из посёлка на променад, стал возможен безбарьерный доступ.

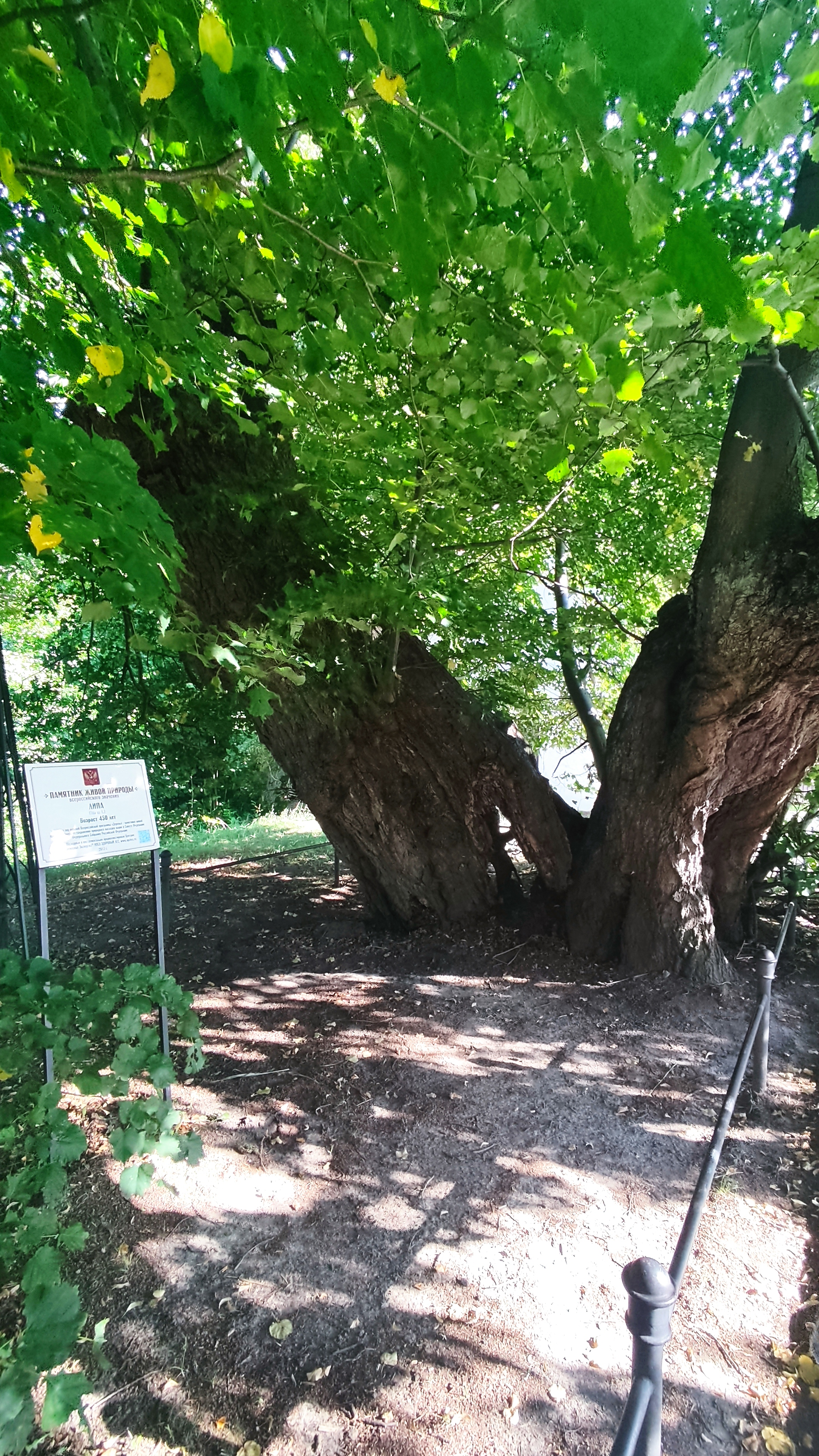
450-летняя липа в Светлогорске

Светлогорск расположен в лесопарке. Каждое здание города вкраплено в лес, то есть отделено от соседних строений участками леса. Город строился так, среди леса, всегда, с 1820 года. С начала 2000-х годов стало появляться всё больше участков сплошной застройки, где нет деревьев между домами. Этот лес с небольшими добавками декоративных деревьев, кустарников и травянистых растений и составляет зелёный наряд Светлогорска. Преобладают сосна, ель, лиственница, пихта, берёза, липа, дуб, бук, ясень, тополь, клён, вяз. Из декоративных растений здесь можно встретить североамериканскую гортензию, магнолию, дуб пирамидальный, дуб красный и другие виды этого рода, бук краснолистный, тополь Вильсона, японскую форзицию, множество рододендронов разных видов, виноград Вича, этой японской лианой увита башня водолечебницы.
Светлогорские здравницы получили статус республиканских курортов в 1971 году, а 29 марта 1999 года постановлением Правительства РФ Светлогорску присвоен статус курорта федерального значения. В городе расположены Центральный военный санаторий Министерства обороны России и крупные многопрофильные санатории «Янтарный Берег» и «Янтарь». В Светлогорске также есть дома отдыха, пансионаты, детские оздоровительные лагеря.
Изучение проблемы размыва пляжей проводилось в Калининградской области в 2009—2010 годах в рамках научно-исследовательского проекта «Побережье», реализованного Российским государственным гидрометеорологическим университетом совместно с Атлантическим отделением Института океанологии имени П. П. Ширшова РАН, ООО «Юст-экоконсул», Российским государственным университетом имени И. Канта, Музеем Мирового океана по заказу Министерства экономического развития Российской Федерации. По мнению специалистов, построенные в Светлогорске берегозащитные сооружения, защищая берег от волнового воздействия, вызывают отбойную волну, что при шторме ведёт к размыву пляжей, которые значительно сузились, а местами оказались полностью размытыми. Состояние светлогорского пляжа остаётся одной из наиболее острых и обсуждаемых проблем. Это подтверждается ещё и тем, что лучшие пляжи Калининградской области, да и всего мира — дикие, на которых никогда никто ничего не строил. Поэтому время и природа доказали, что лучшая берегозащита — это не строить ничего ближе 150 м от берега, (ещё в 1840 году прусский король Фридрих Вильгельм IV ввёл правило для Раушена и окрестностей не строить ничего ближе 45 м от берегового обрыва, что соответствует примерно 100 м от берега, а с учётом ныне выросших веса и долговечности построек, было бы надёжнее увеличить эту дистанцию в 1,5 раза. Если посмотреть старые фотографии, то легко заметить, что когда-то в Светлогорске пляж был сплошной, от Отрадного до Пионерского, в немецкие времена имел ширину 50—70 метров, а в советские — 30—50 м. Если помнить об этом, то теперь, после 2010 года можно сказать, что пляжа в Светлогорске больше нет. Планируется в будущем продлить существующий светлогорский променад на запад до посёлка Отрадного и на восток до города Пионерского. В таком случае длина променада вырастет с нынешних 0,5 км до 4 км, и под променадом окажутся все без исключения светлогорские пляжи.
По состоянию на январь 2022 года построена новая часть променада, соединяющая Светлогорск-2 и Светлогорск-3, протяжённостью от солнечных часов в курортной зоне Светлогорска-2 до Балтийской улицы, которая расположена в курортной зоне Светлогорск-3. Новый променад имеет три зоны: пешеходную, велосипедную, а также торгово-жилую зону, представляющую собой цепь апартаментов, с торговой галереей на нулевом уровне. Для увеличения ширины пляжной линии по всей длине Светлогорского променада установлены продольные, а также поперечные волнорезы, которые значительно увеличили песчаную береговую линию, а также создали внушительное количество мест для купания вдоль всей набережной.

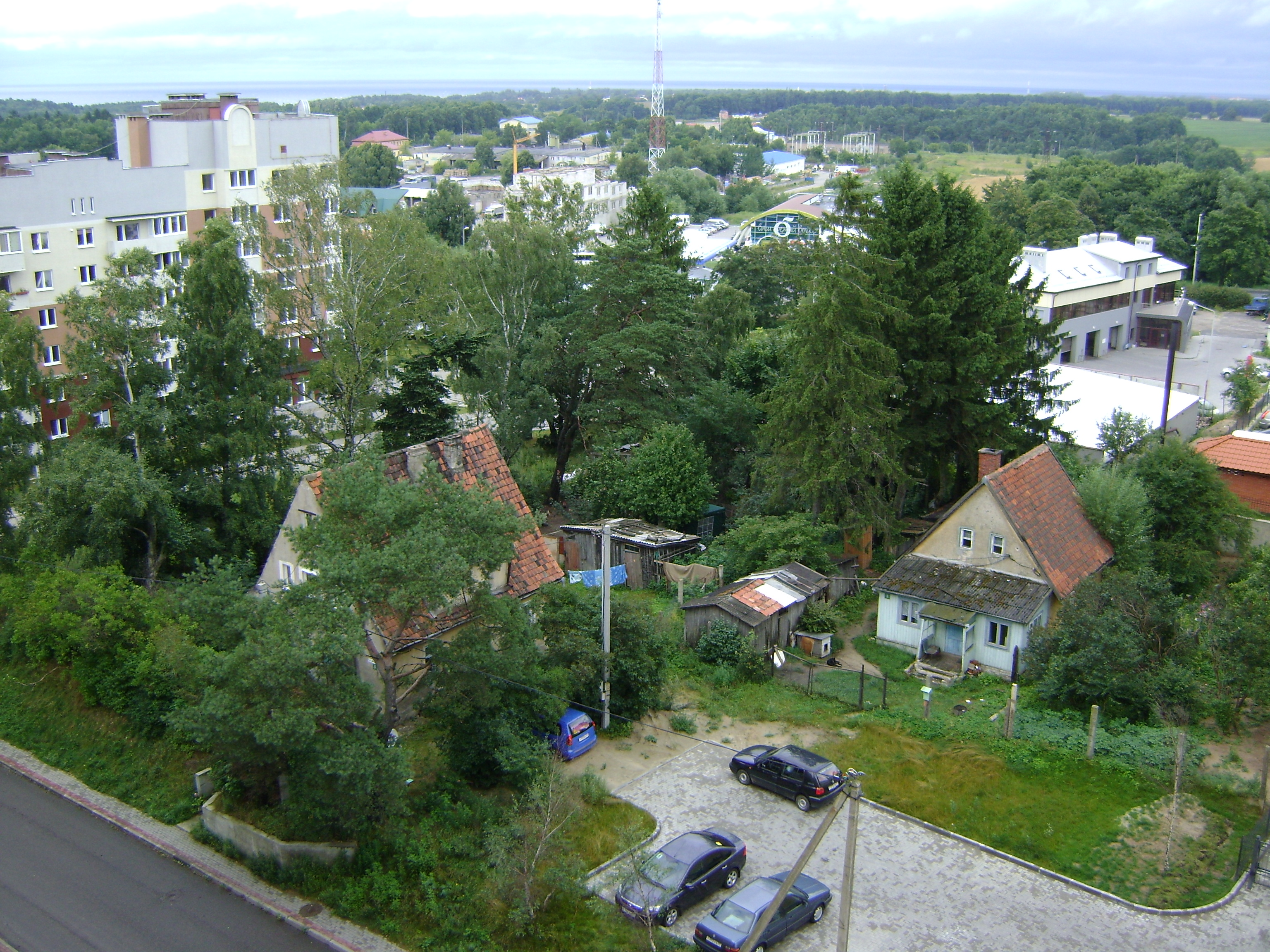
Два немецких дома
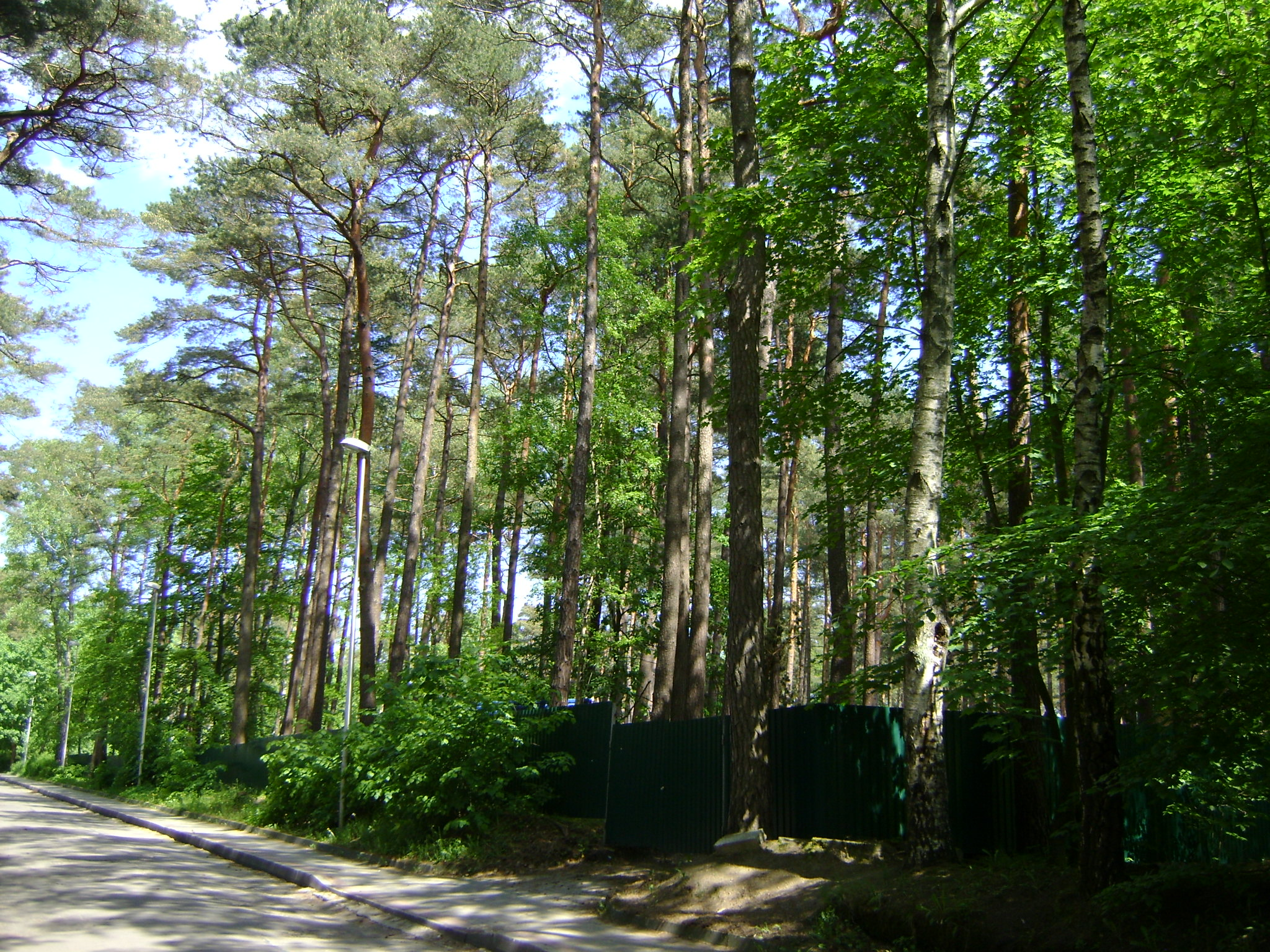
Сосновый бор
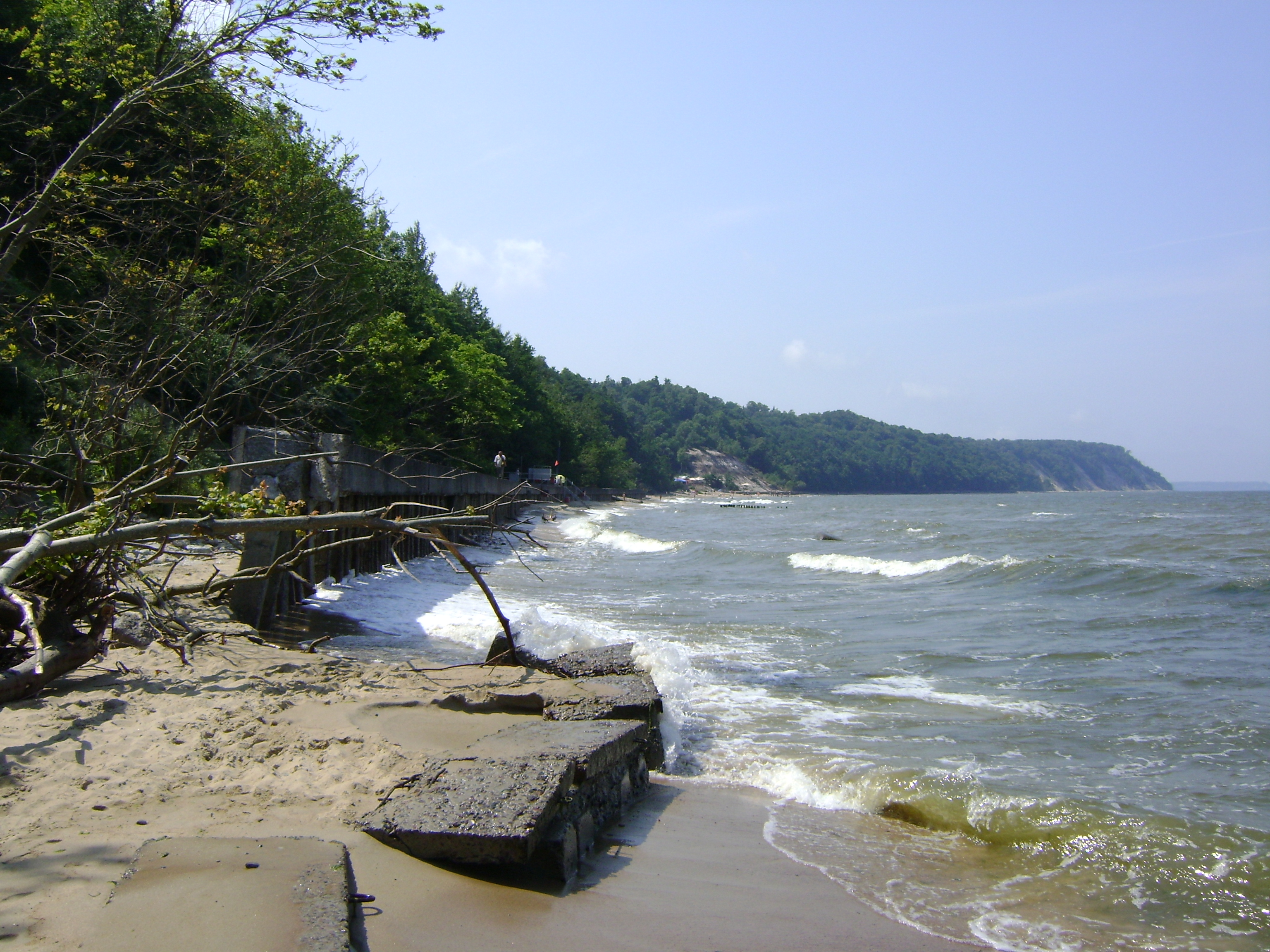
Пляж санатория «Янтарный берег»
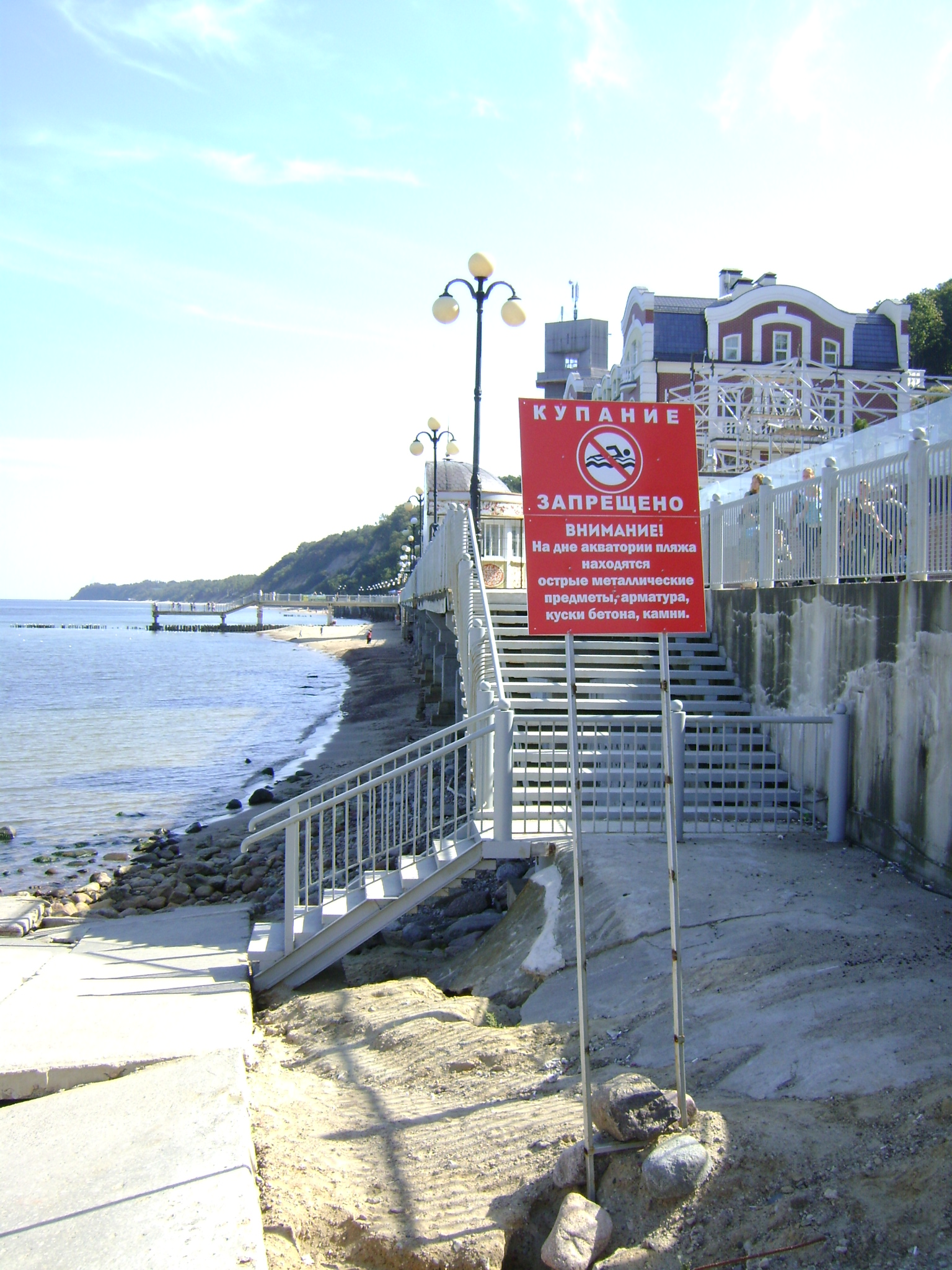
Обычный пляж с привычным плакатом
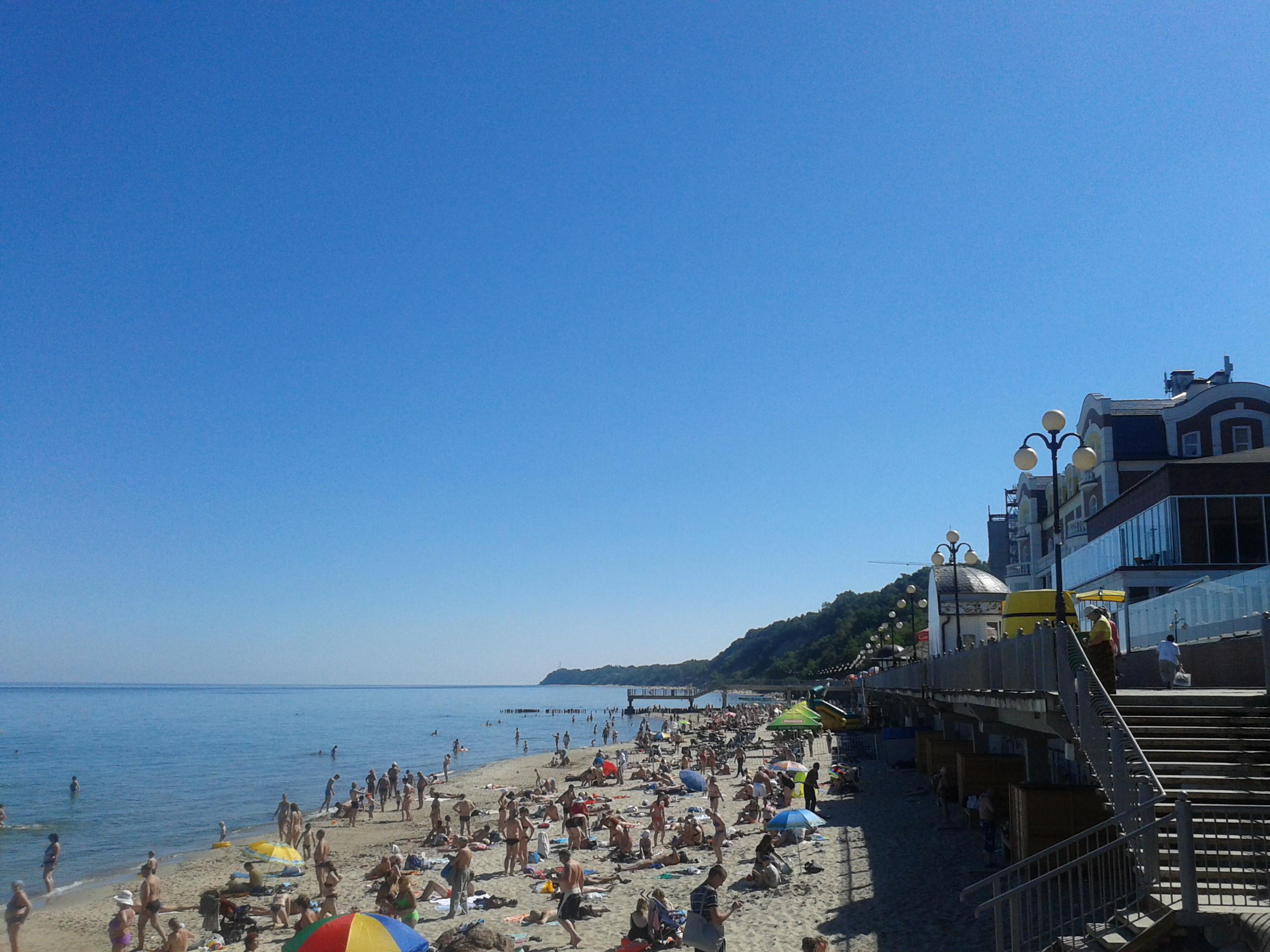
Пляж в Светлогорске, 2014 год
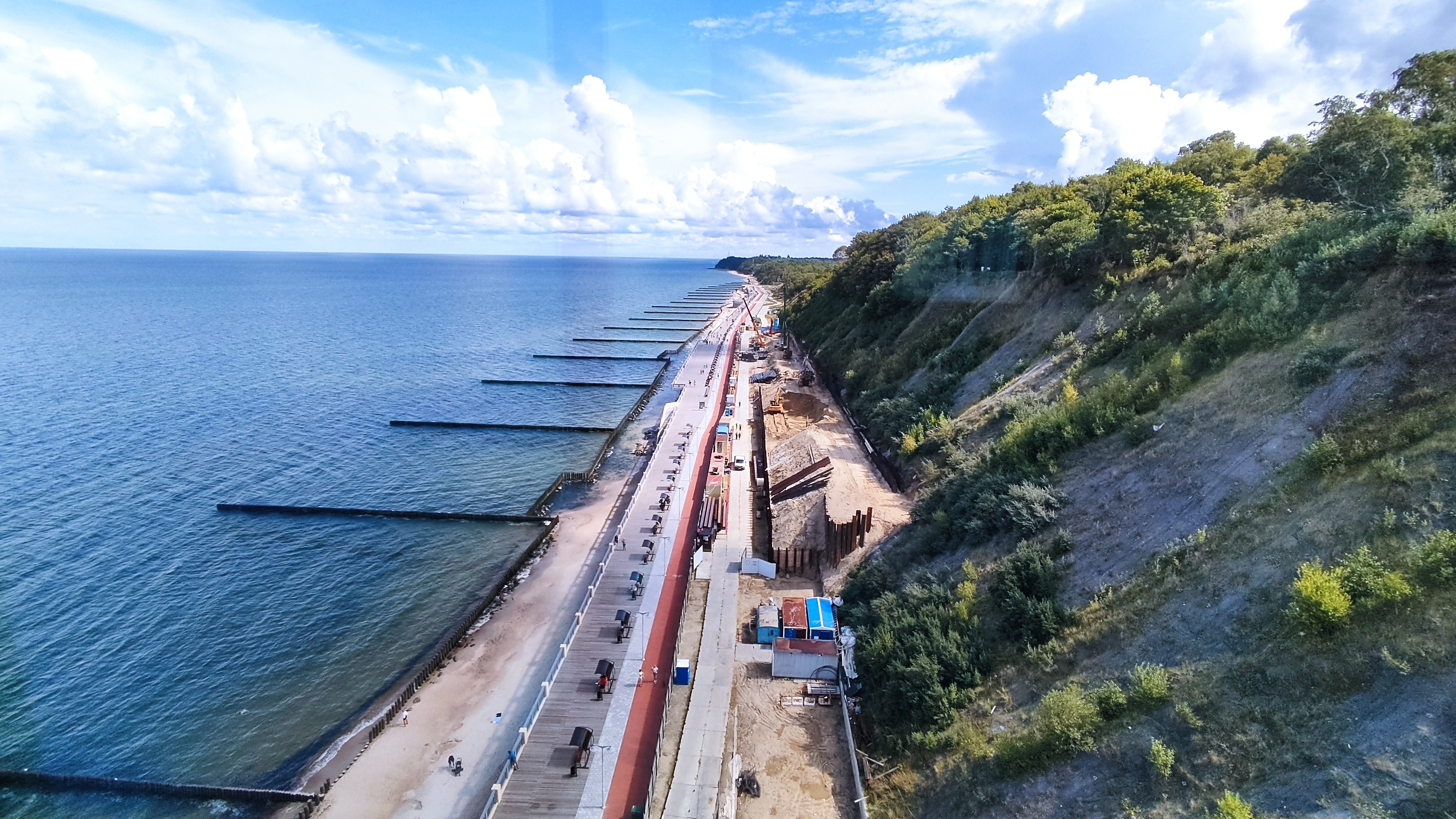
Вид на пляжную зону с подъёмника, август 2021 года

## Население
| 1959    | 1970    | 1979    | 1989    | 1996    | 1998    | 2000    | 2001    | 2002    | 2005    |
| ------- | ------- | ------- | ------- | ------- | ------- | ------- | ------- | ------- | ------- |
| 6726    | ↗7797   | ↗9982   | ↗11 881 | ↗13 000 | ↗13 200 | ↗13 400 | ↘13 300 | ↘10 950 | ↗11 000 |
| 2006    | 2007    | 2008    | 2009    | 2010    | 2011    | 2012    | 2013    | 2014    | 2015    |
| ↘10 900 | ↗11 000 | ↗11 100 | ↗11 132 | ↘10 772 | ↗10 800 | ↗10 982 | ↗11 219 | ↗11 522 | ↗12 014 |
| 2016    | 2017    | 2018    | 2019    | 2020    | 2021    | 2023    |         |         |         |
| ↗12 425 | ↗13 030 | ↗13 663 | ↗14 355 | ↗15 208 | ↗16 207 | ↗16 771 |         |         |         |

На 1 января 2025 года по численности населения город находился на 718-м месте из 1124 городов Российской Федерации.
Национальный состав
По итогам переписи населения 2020 года проживали следующие национальности (национальности менее 0,1 % и другое, см. в сноске к строке «Другие»):
| Национальность | Численность, чел. | Доля     |
| -------------- | ----------------- | -------- |
| Русские        | 13 867            | 85,56 %  |
| Белорусы       | 186               | 1,15 %   |
| Украинцы       | 185               | 1,14 %   |
| Армяне         | 103               | 0,64 %   |
| Татары         | 62                | 0,38 %   |
| Немцы          | 46                | 0,28 %   |
| Литовцы        | 35                | 0,22 %   |
| Узбеки         | 29                | 0,18 %   |
| Евреи          | 25                | 0,15 %   |
| Азербайджанцы  | 20                | 0,12 %   |
| Другие         | 1649              | 10,18 %  |
| Итого          | 16 207            | 100,00 % |

## Международные связи
В 2002 году в городе состоялась юбилейная сессия совета государств Балтийского моря на уровне министров иностранных дел девяти государств, омываемых Балтийским морем, а также Норвегии и Исландии.

## Транспорт

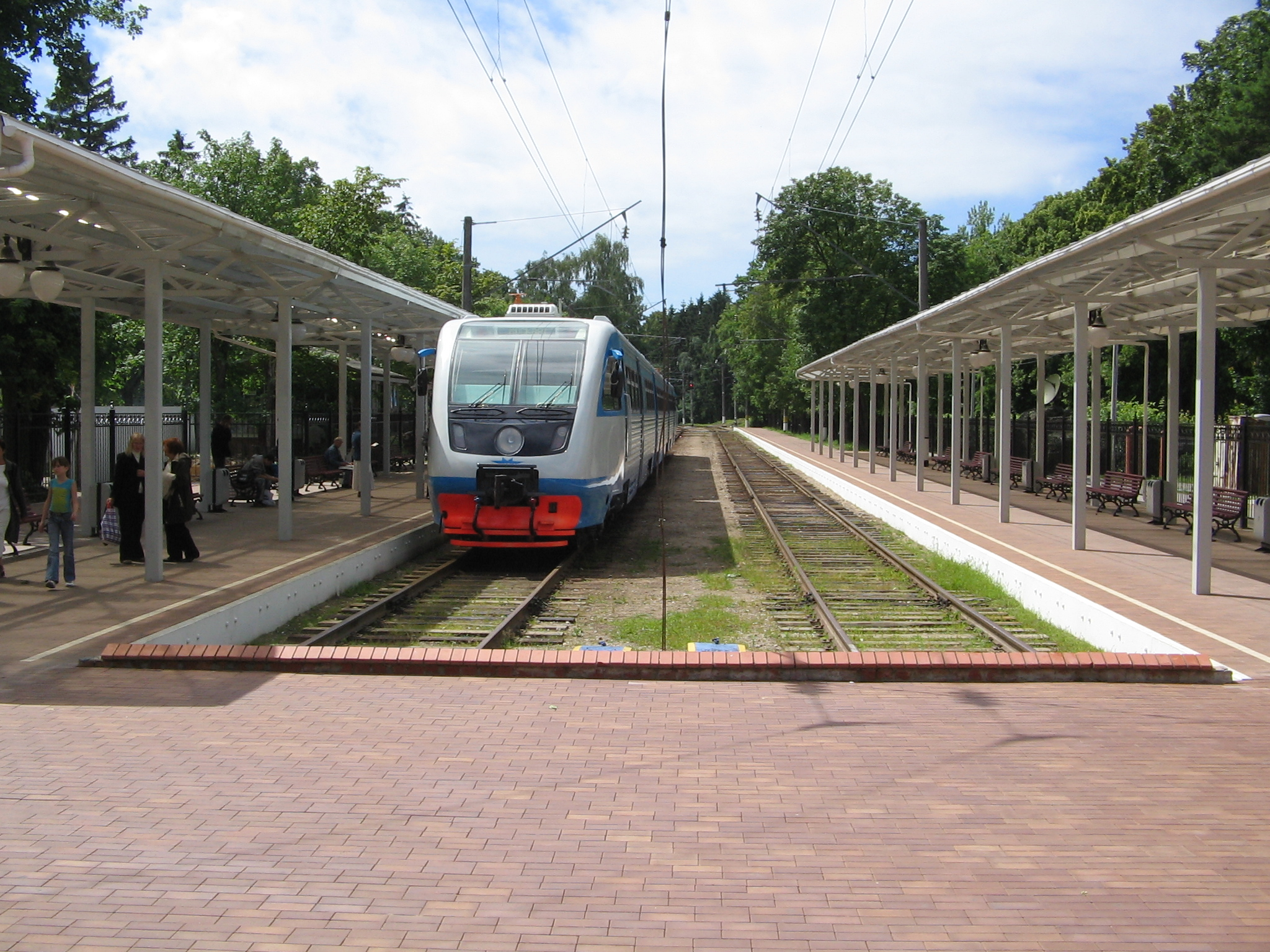
Перрон станции Светлогорск-2.

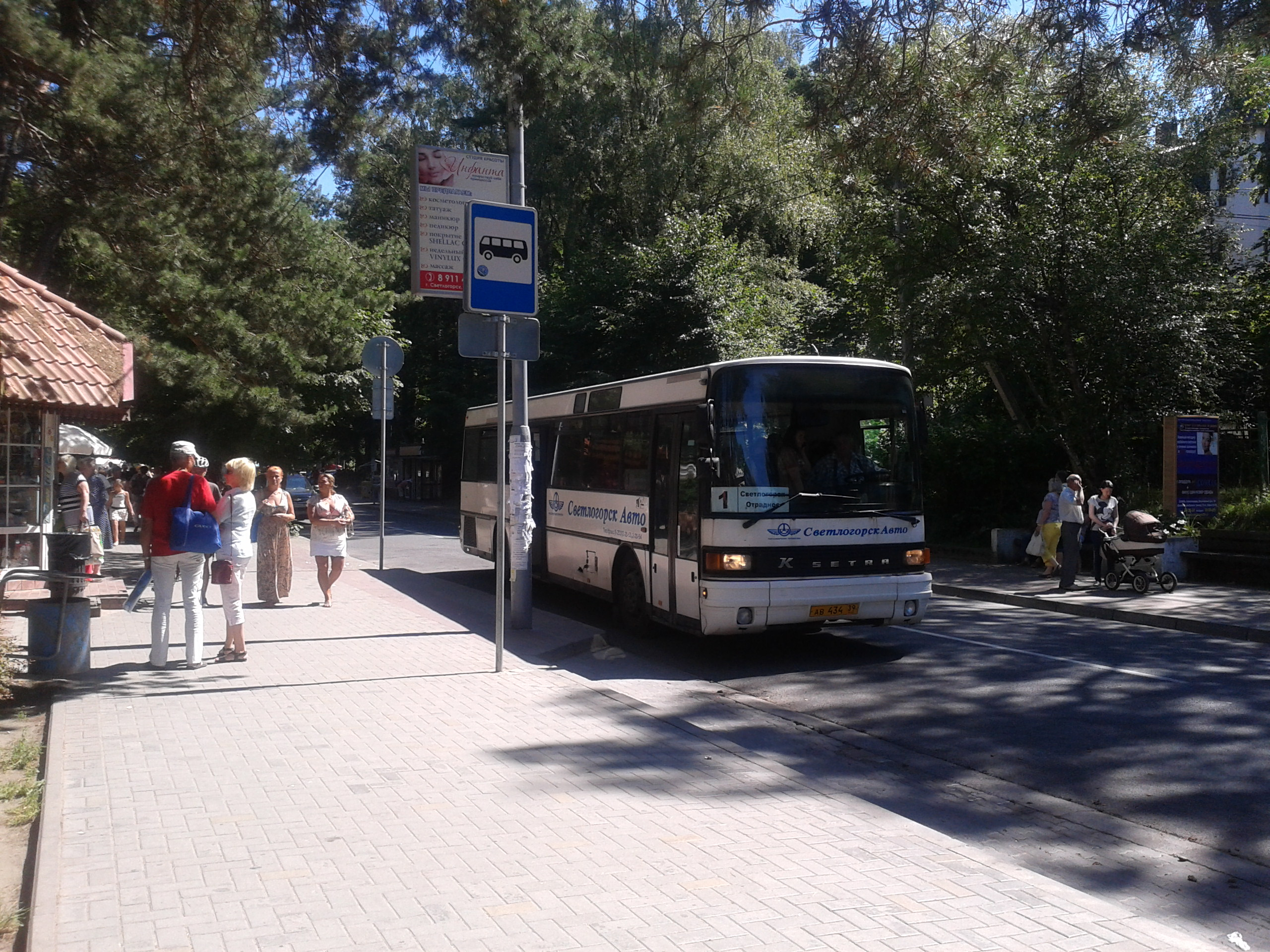
Автобусная остановка в Светлогорске.

В Светлогорске расположены станции Светлогорск-1 и Светлогорск-2 Калининградской железной дороги. Эти станции относятся к двум железнодорожным веткам прямой линии Калининград — Переславское — Пионерский — Светлогорск-1 — Светлогорск-2 и рокадной линии Калининград — Зеленоградск — Пионерский — Светлогорск-1 — Светлогорск-2. На пике популярности Светлогорска в 1980-е годы летом каждый день полносоставные электрички шли из Калининграда в Светлогорск и обратно каждые 20 минут, ехали они в среднем 45 минут, билет стоил 35 копеек, проездной билет на месяц — 2 руб. 20 коп. Тогда многие калининградцы, купив месячный проездной билет, ездили летом на море не только в выходные дни, но и после работы: вечером пару часов позагорать-искупаться. В 2013 году летом всего девять 4-6 вагонных электричек в день курсировало из Калининграда (Южный вокзал) на Светлогорск и обратно, едут они в среднем 1 час. Раз в день курсирует электричка Светлогорск — Зеленоградск — Калининград. Это предоставляет дополнительные возможности любителям качественного и разнообразного пляжного отдыха. Рядом с вокзалом станции Светлогорск-2 находится автобусная остановка, с которой ходят автобусы в Калининград, Отрадное.
В августе 2008 года началось строительство автомагистрали «Приморское кольцо», которая значительно сократила путь от Светлогорска до аэропорта Храброво, около 30 км. В 2012 году Приморское кольцо достроено до Светлогорска и имеет ответвление к Пионерскому. Дальнейшее строительство Приморского кольца в сторону Янтарного заморожено. Запуск Приморского кольца позволил разгрузить старую немецкую автодорогу Светлогорск — Переславское — Калининград, имевшую славу очень опасной дороги. Несмотря на чуть большую протяжённость трассы, 45 километров по новой дороге против 35 километров по старой дороге, разрешённая скорость движения 110 км/ч позволят заметно сократить время в пути до Калининграда. Две полосы в каждом направлении и разделённые встречные потоки делают движение по Приморскому кольцу намного более безопасным и приятным для водителей и пассажиров.
Город связан автобусным сообщением с Калининградом, Балтийском, Зеленоградском и международным аэропортом Храброво.

## Культура и спорт
В Светлогорске регулярно проходят международные конференции, фестивали искусств, творческие мастерские, конкурсы, концерты. Светлогорск является центром проведения фестиваля искусств «Балтийские сезоны», кинофестивалей «Янтарная пантера» и «Балтийские дебюты», международного пленэра художников-живописцев «Светлогорские грёзы Раушена».
В 1995 году композитором и пианистом Андреем Макаровым в отреставрированной на собственные средства бывшей немецкой католической капелле Santa Maria Stella Mare («Святая Мария — звезда морей») открыт органный концертный зал, признанный экспертами лучшим в странах балтийского побережья.
Культурно-зрелищные мероприятия, концерты, спектакли проводятся также на сцене Дома культуры Светлогорского военного санатория, санатория «Янтарный берег», отеля «Раушен».
Центральная площадь Светлогорска — излюбленное место работы единственного в России уличного стеклодува, одного из самых известных стеклодувов в мире Юрия Леньшина.
В Светлогорске регулярно выступает с сольными концертами солист калининградской оперы Николай Горлов, молодёжные группы по брейк-дансу.
С 1950 по 1963 годы в Светлогорске работал учителем русского языка и литературы известный российский филолог Алексей Захарович Дмитровский.
В Светлогорске жил и занимался литературным трудом писатель Юрий Николаевич Куранов (1931—2001).
С 2004 года в городе проводится ежегодный кинофестиваль «Балтийские дебюты», на котором демонстрируются киноленты, созданные молодыми режиссёрами стран Балтии и Северной Европы, а также Российской Федерации.
В Светлогорске родилась идея телепередачи «Что? Где? Когда?». В память об этом, в 2007 и 2008 годах город был дважды избран местом проведения чемпионата мира по спортивной версии этой популярной игры.
К 2013 году в городе построен крупный физкультурно-оздоровительный комплекс (ФОК) с 25-метровым бассейном.
В 2015 году в связи с политической обстановкой из Юрмалы в Светлогорск переехал фестиваль «Голосящий КиВиН», которым 17-19 июля открылся первый сезон нового Театра эстрады «Янтарь-холл». Площадь Театра эстрады составляет 30 тысяч квадратных метров, расположен в парке «Времена года».
Во время чемпионата мира по футболу 2018 года Светлогорск был выбран сборной Сербии в качестве основной базы для проживания и подготовки к играм. Для тренировок сербской сборной перед чемпионатом мира в городе был построен стадион «Балтия», который по окончании турнира передан футбольному клубу «Балтика» в качестве учебно-тренировочной базы.

## Достопримечательности
- Башня водолечебницы.
- Променад (в н.в. находится на реконструкции).
  - Солнечные часы.
  - Скульптура Германа Брахерта «Нимфа».
- Органный зал.
- Лютеранская кирха (1907 г. постройки, архитекторы Вихманн и Кукук).
- «Несущая воду», копия статуи Германа Брахерта. Мраморная скульптура прекрасной девушки, несущей воду, появилась в Светлогорске в 1944 году. Скульптуру часто также называют «девушка с кувшином». «Несущая воду» является самой известной работой скульптора Германа Брахерта. Скульптура долго стояла в парке, пока не стала разрушаться. В связи с этим была перевезена в музей Брахерта в Отрадном для реставрации. Сейчас на старом месте установлена точная копия скульптуры.(ничего пока не установлено), а скульптура, созданная Брахертом, осталась в музее, так как состояние мрамора на сегодняшний день такое, что его нельзя размещать под открытым небом.
- Памятник академику Павлову.
- Скульптура «Царевна-лягушка» находится в сквере напротив железнодорожного вокзала. Торжественное открытие прошло 11 августа 2006 года. Царевна-лягушка представляет собой фигуру женщины, сидящую на камне-основании, в характерной лягушачьей позе. Скульптура создана из бронзы, автор художник Андрей Мелехов. Почти двадцать лет художник обдумывал эту идею, создавал, исправлял, вносил что-то новое. В конце концов создал скульптуру, которая стала не просто символом города, но и талисманом удачи. Согласно поверью, поцеловавшего лягушку-статую ждёт огромная удача.
- Памятник Гофману. Памятник Э. Т. А. Гофману установлен возле отеля «Дом сказочника», рядом с Поляной героев сказок этого великого немецкого писателя, композитора и художника эпохи романтизма. Композиция охватывает две ипостаси маэстро: безумный сказочник и скучный чиновник. Её автор, скульптор С. Усачов, показал в своей работе двойственность натуры этого организованного прусского юриста и скандального творца с буйной фантазией, ведь и сам писатель в своих произведениях не раз обращался к теме двойников.
- Памятный знак Томасу Манну.
- Памятный камень «Сербам — офицерам и генералам Русской императорской армии, оставившим свой след на Калининградской земле» установлен в Сербском сквере, открытом 11 июня 2018 года[59].
- Мемориальный комплекс на братской могиле советских воинов. Захоронено 75 воинов, погибших в январе—апреле 1945 года. Памятник установлен в 1950 году, мемориальный комплекс создан в 1984 году.
- Памятный крест жертвам Первой мировой войны.
- Отель «Хартман». Этот отель был построен в конце XIX века и является архитектурным памятником, повествующим историю семьи держателя отеля и их нелёгкой судьбе в годы второй мировой войны.
- Парк «Муза». Открыт в 2019 году.[5]

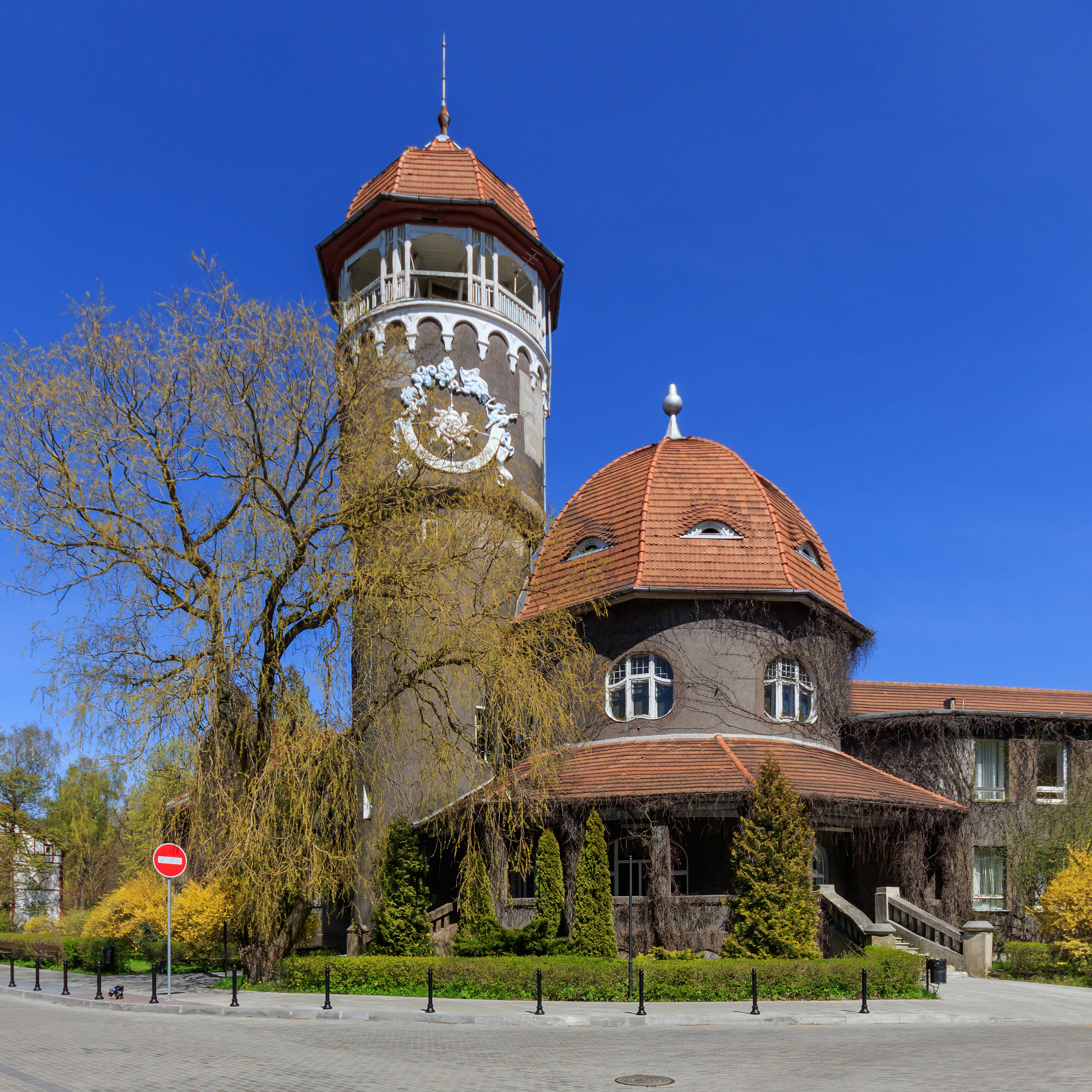
Водонапорная башня
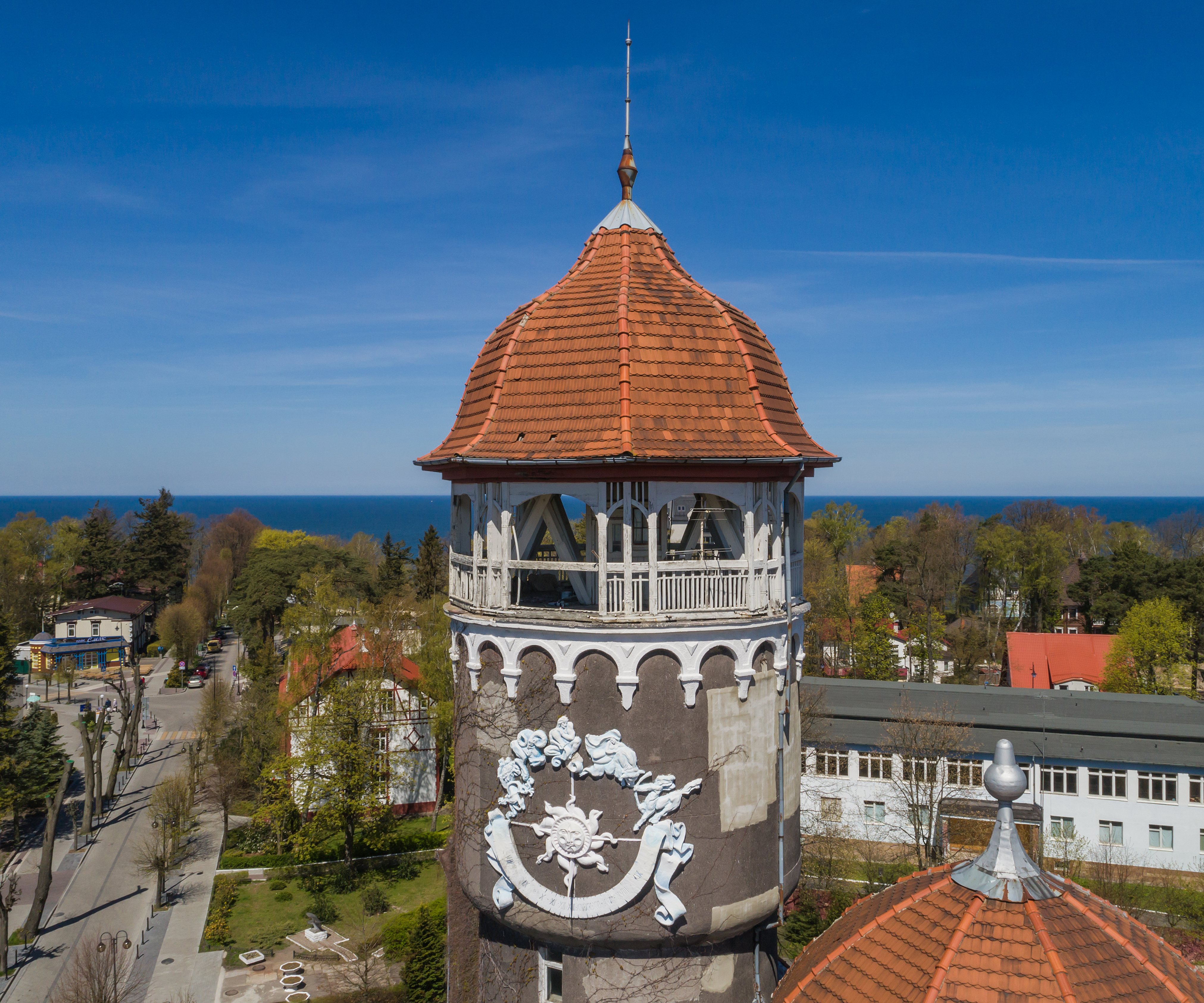
Башня водолечебницы — главный символ города Светлогорска
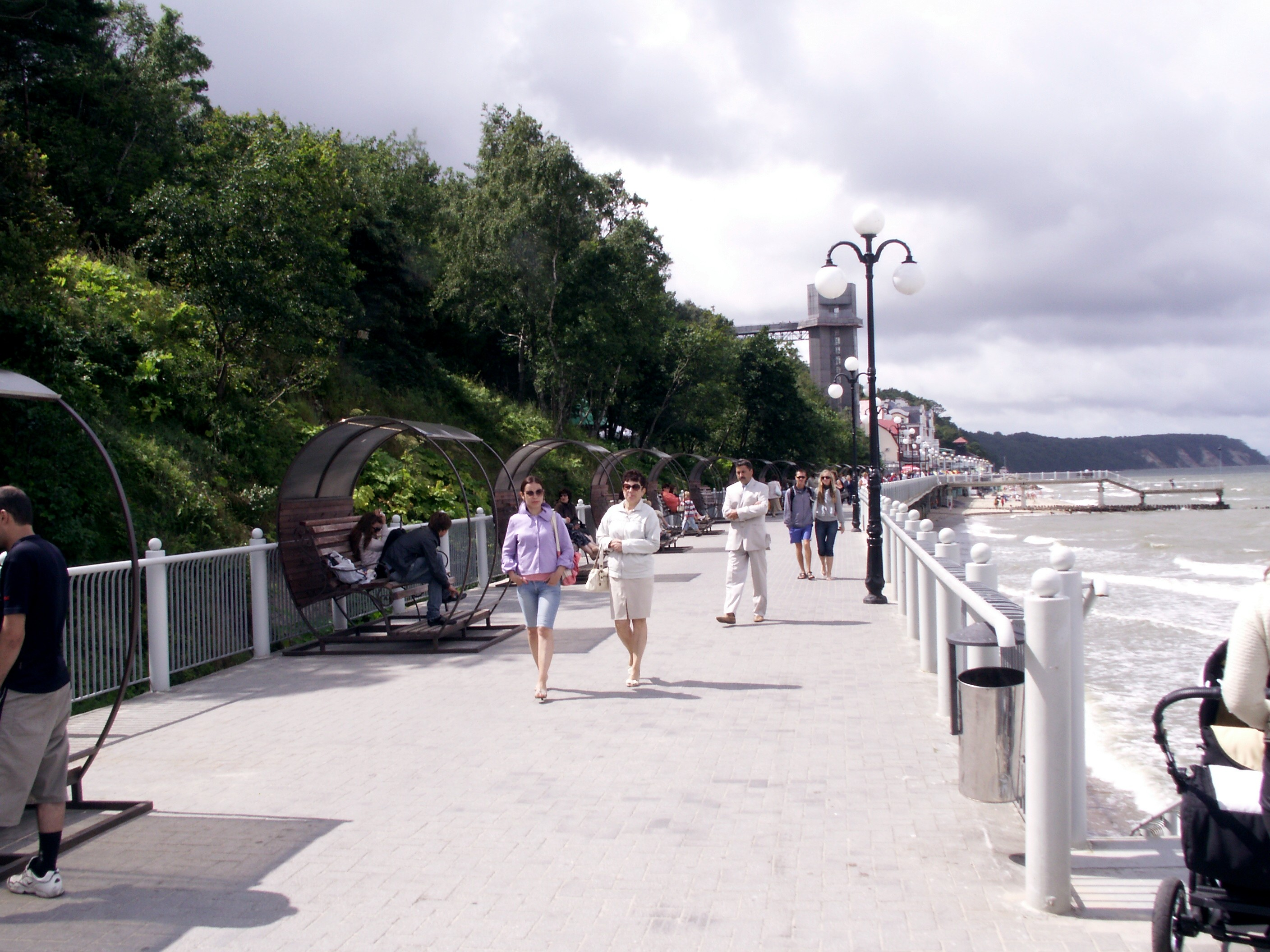
Променад
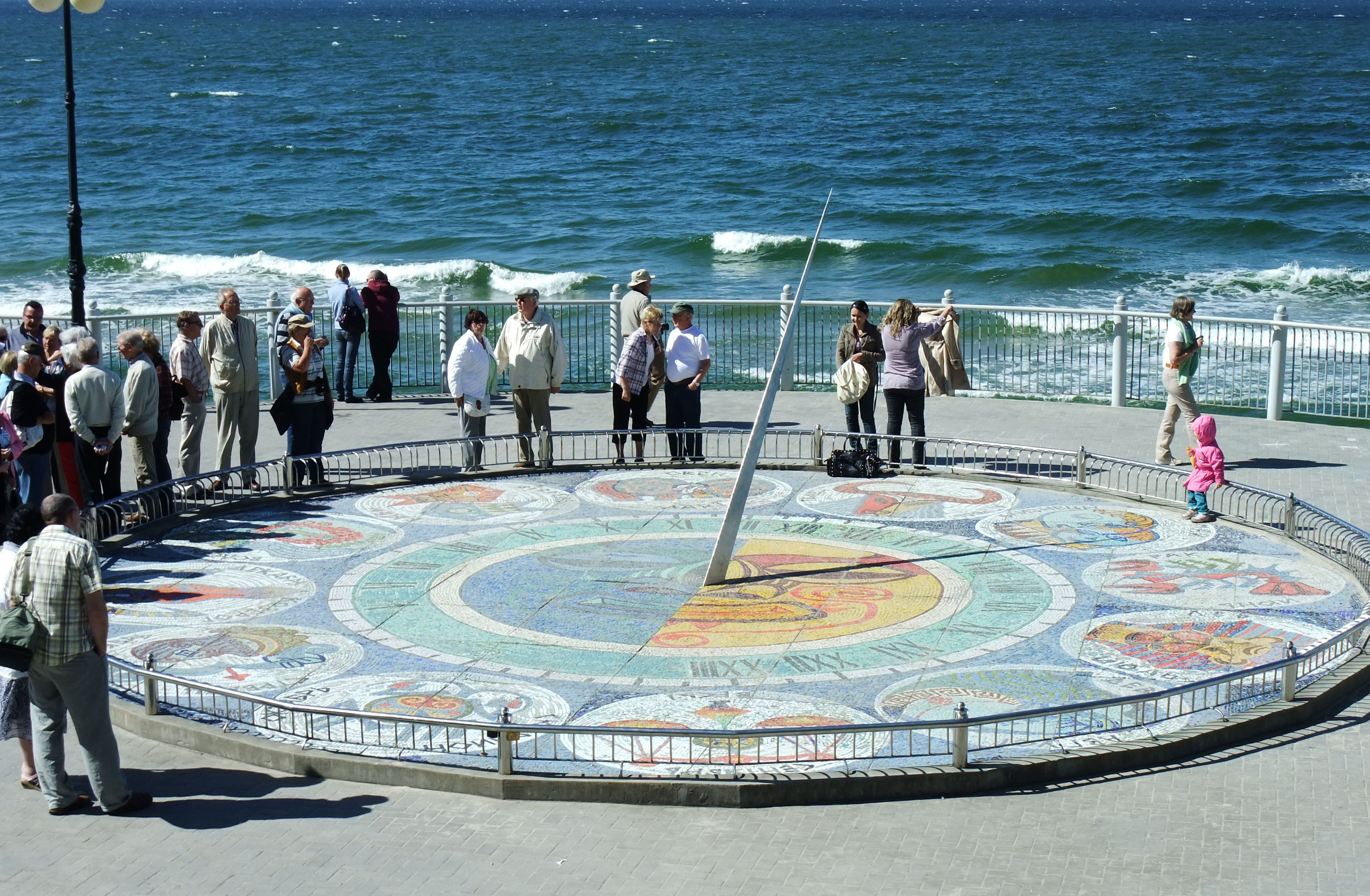
Солнечные часы
Бронзовая скульптура «Нимфа», создна в 1938 году Германом Брахертом
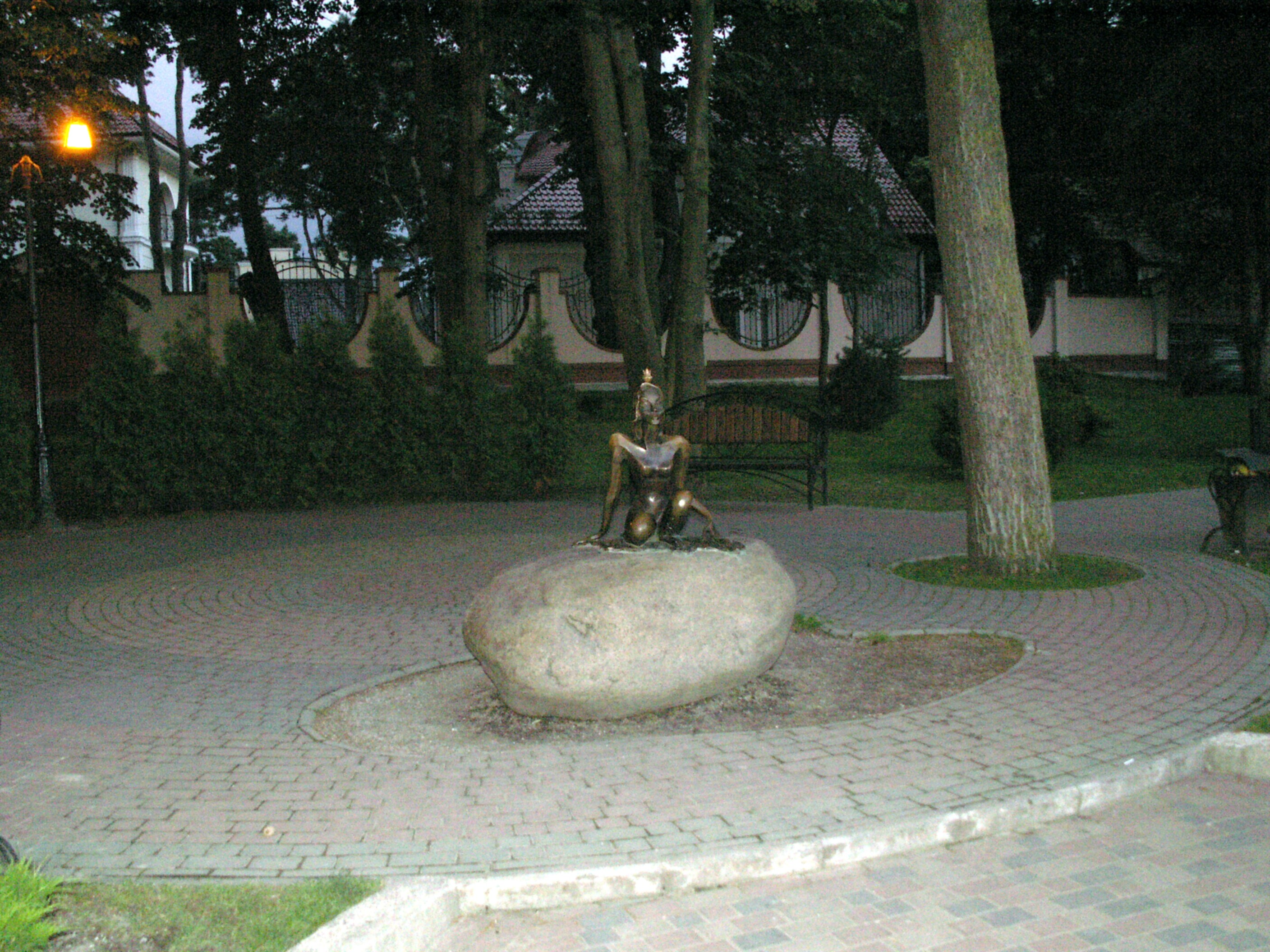
Царевна-лягушка
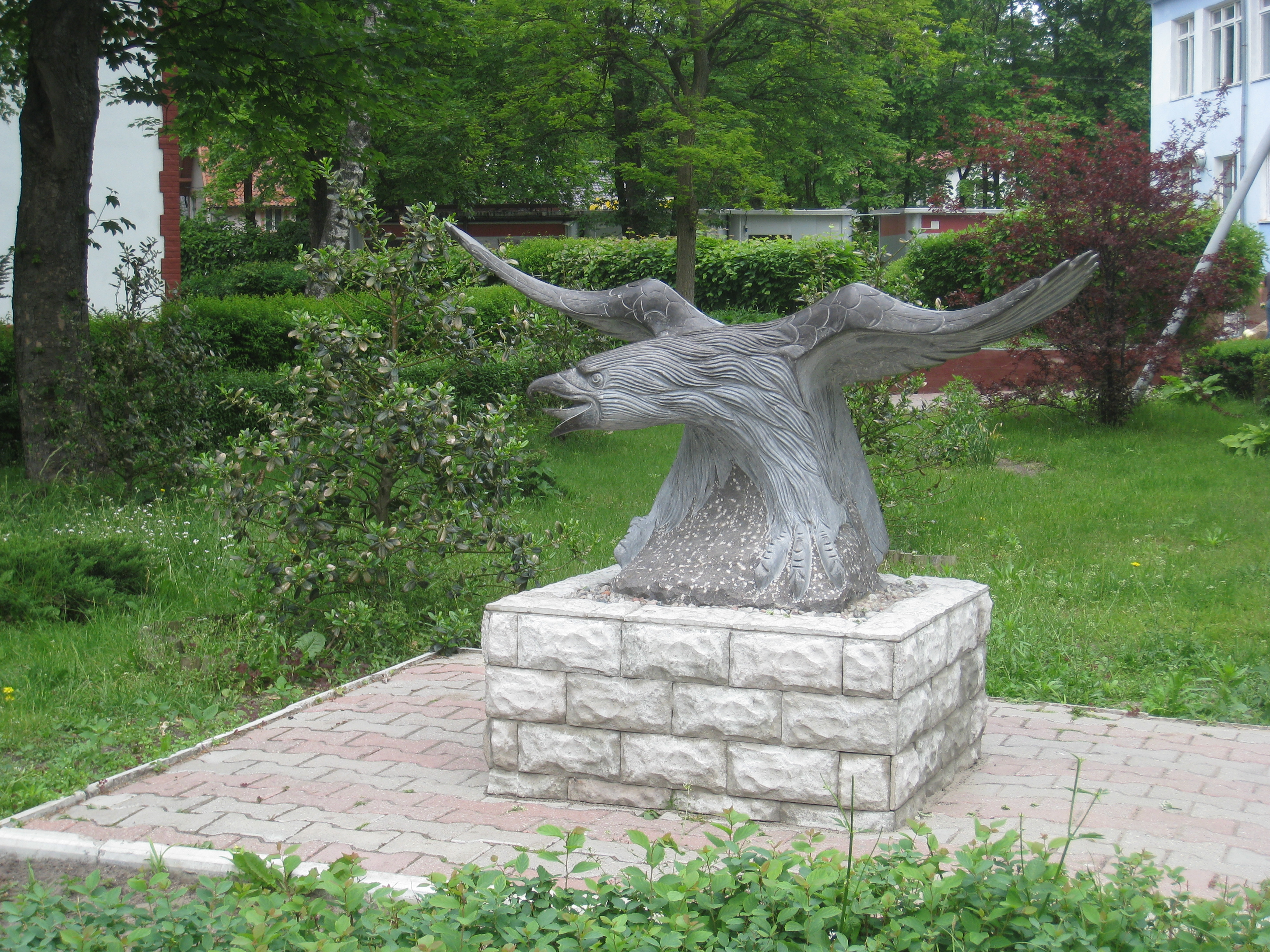
Орёл
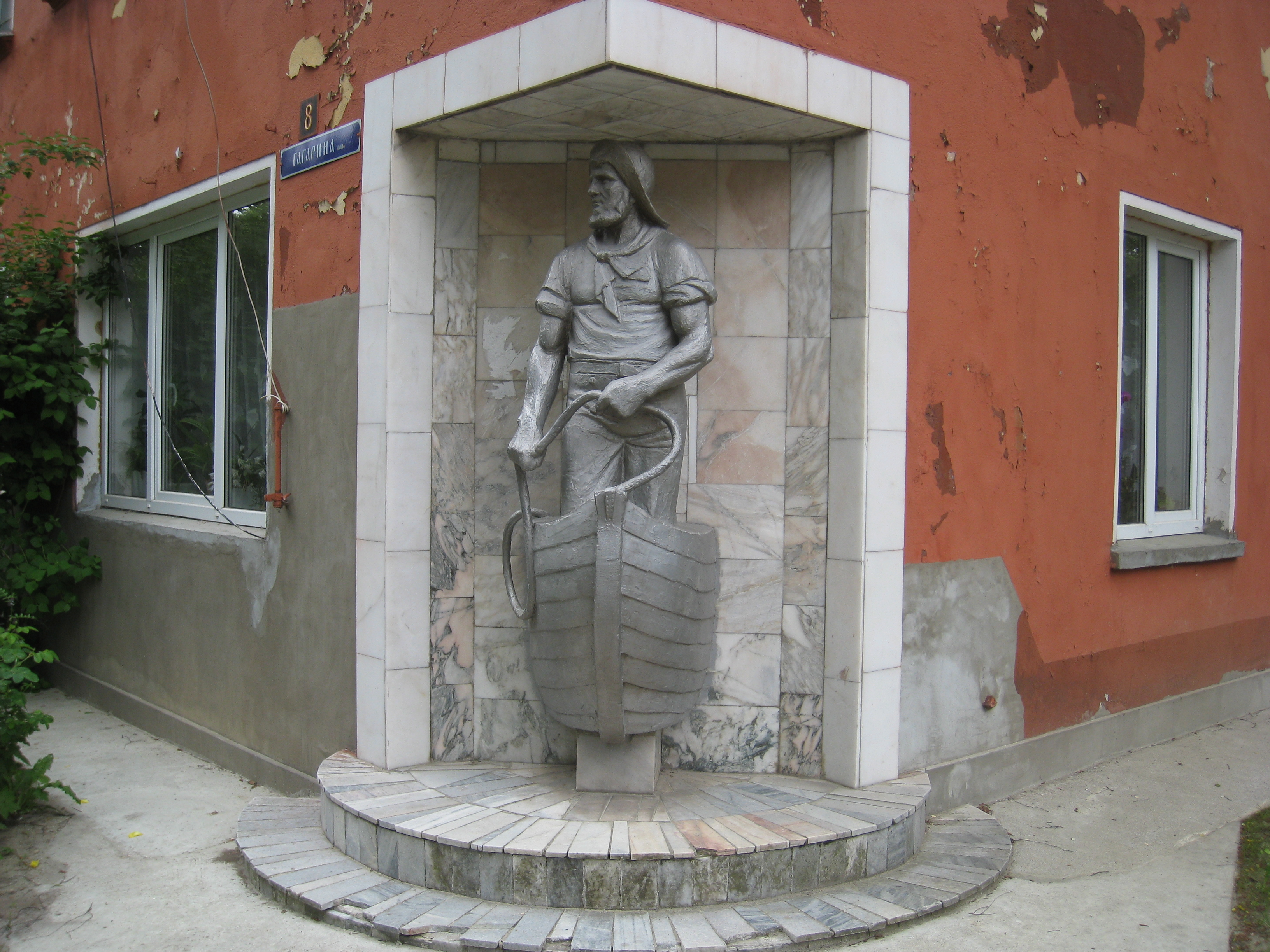
Дом на улице Гагарина
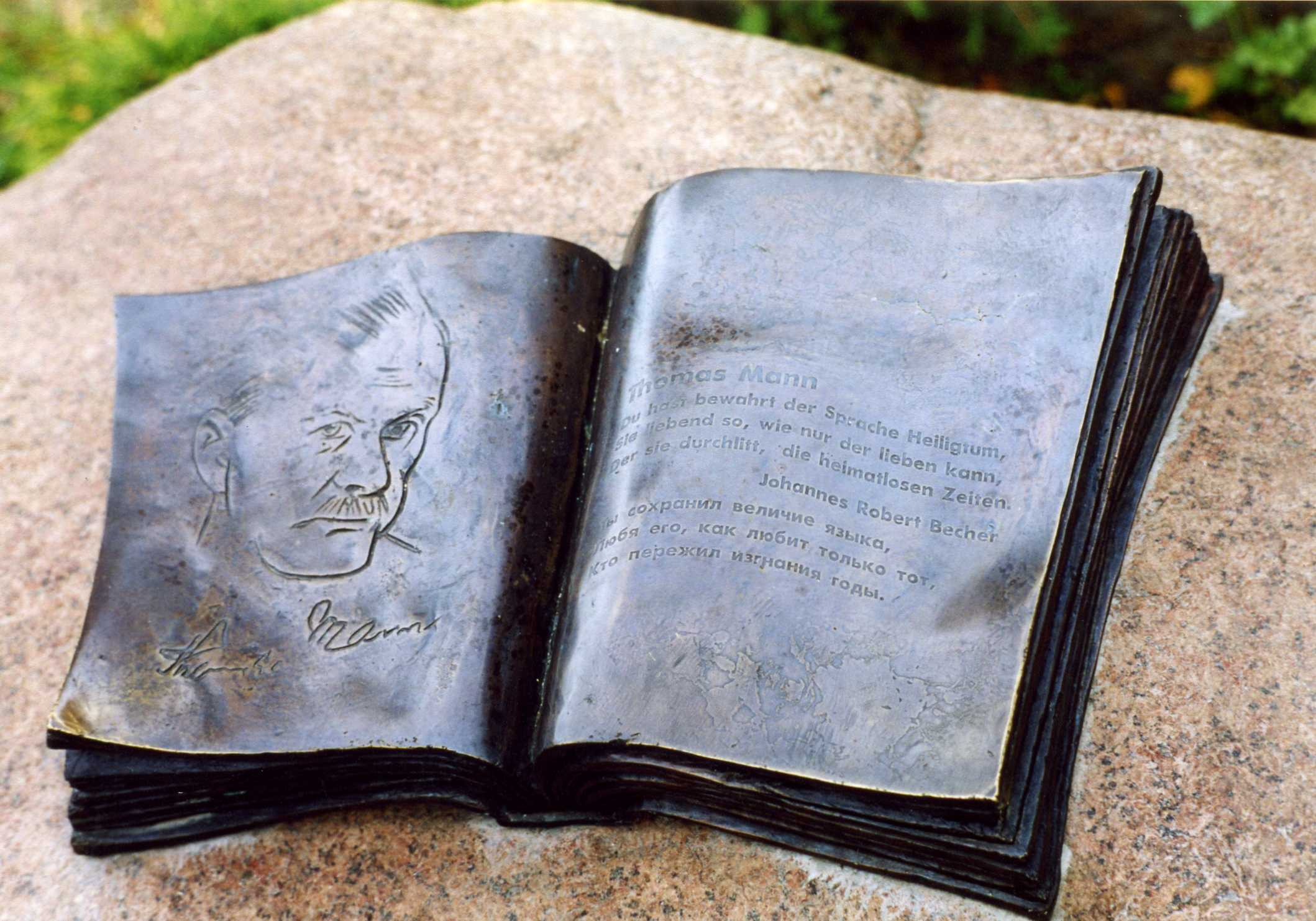
Памятный знак Томасу Манну

## Культовые сооружения

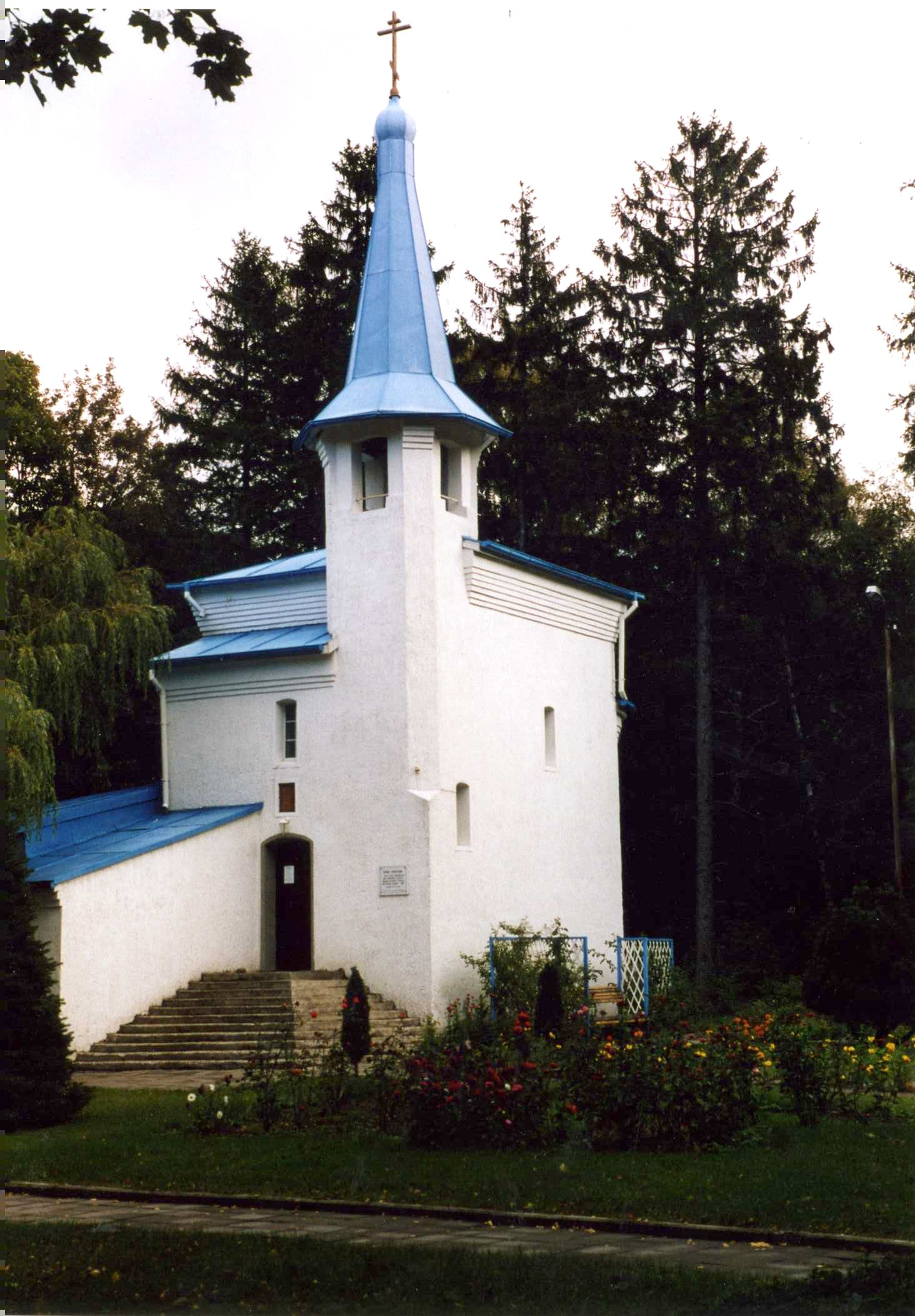
Часовня-памятник на месте катастрофы
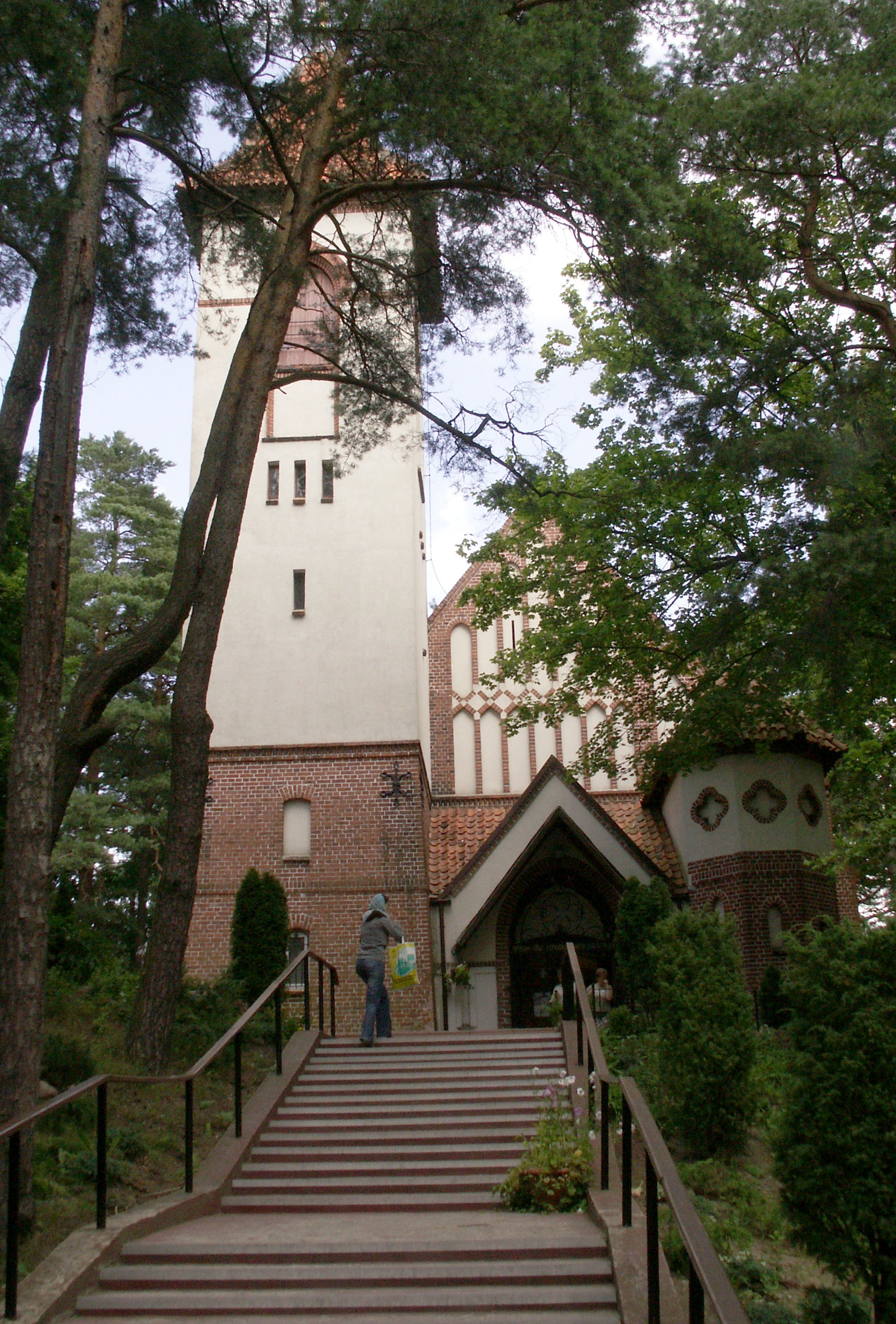
Бывшая лютеранская кирха (1903 года), ныне — православный храм во имя Серафима Саровского
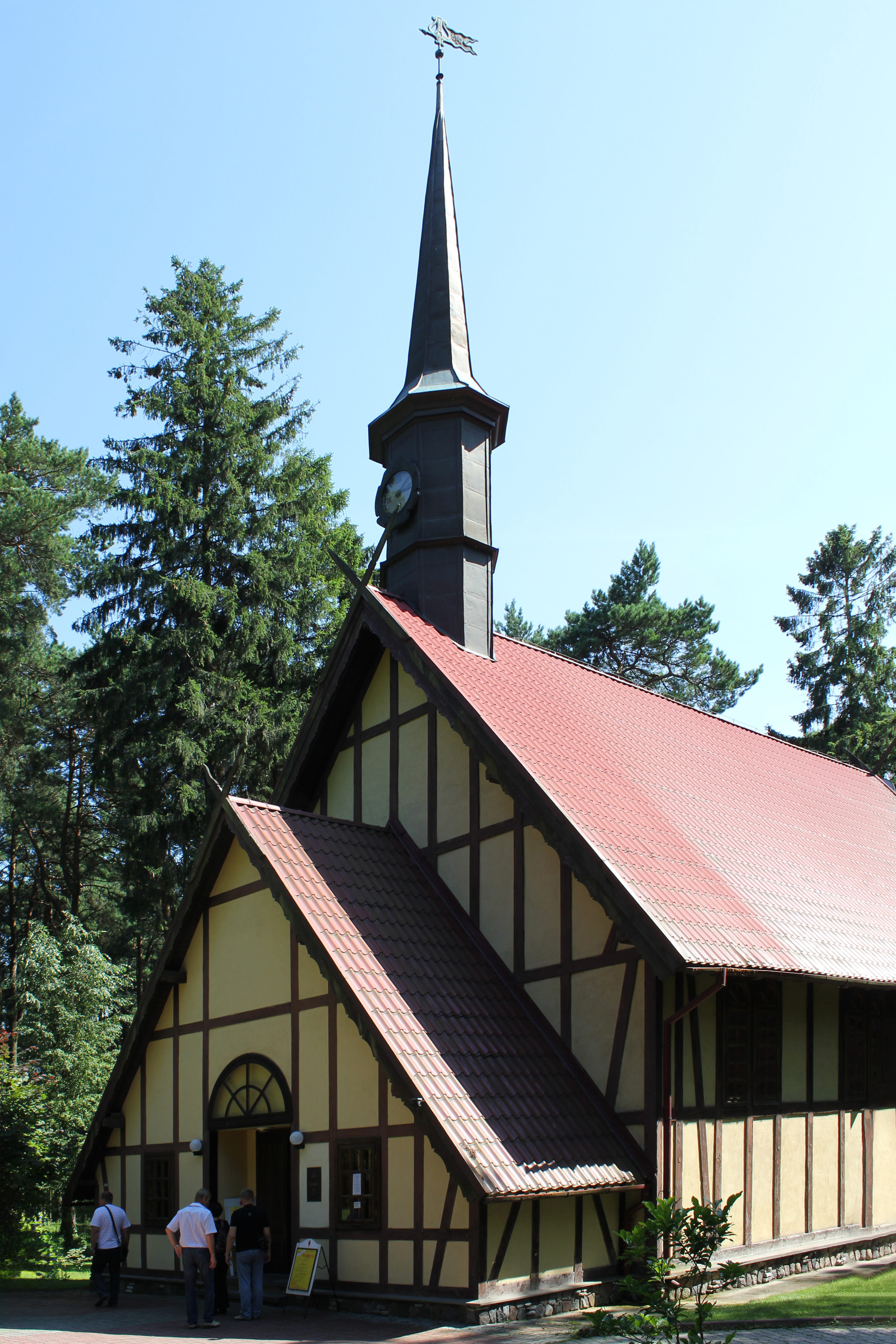
Бывшая католическая капелла, сейчас — органный зал

## Архитектура

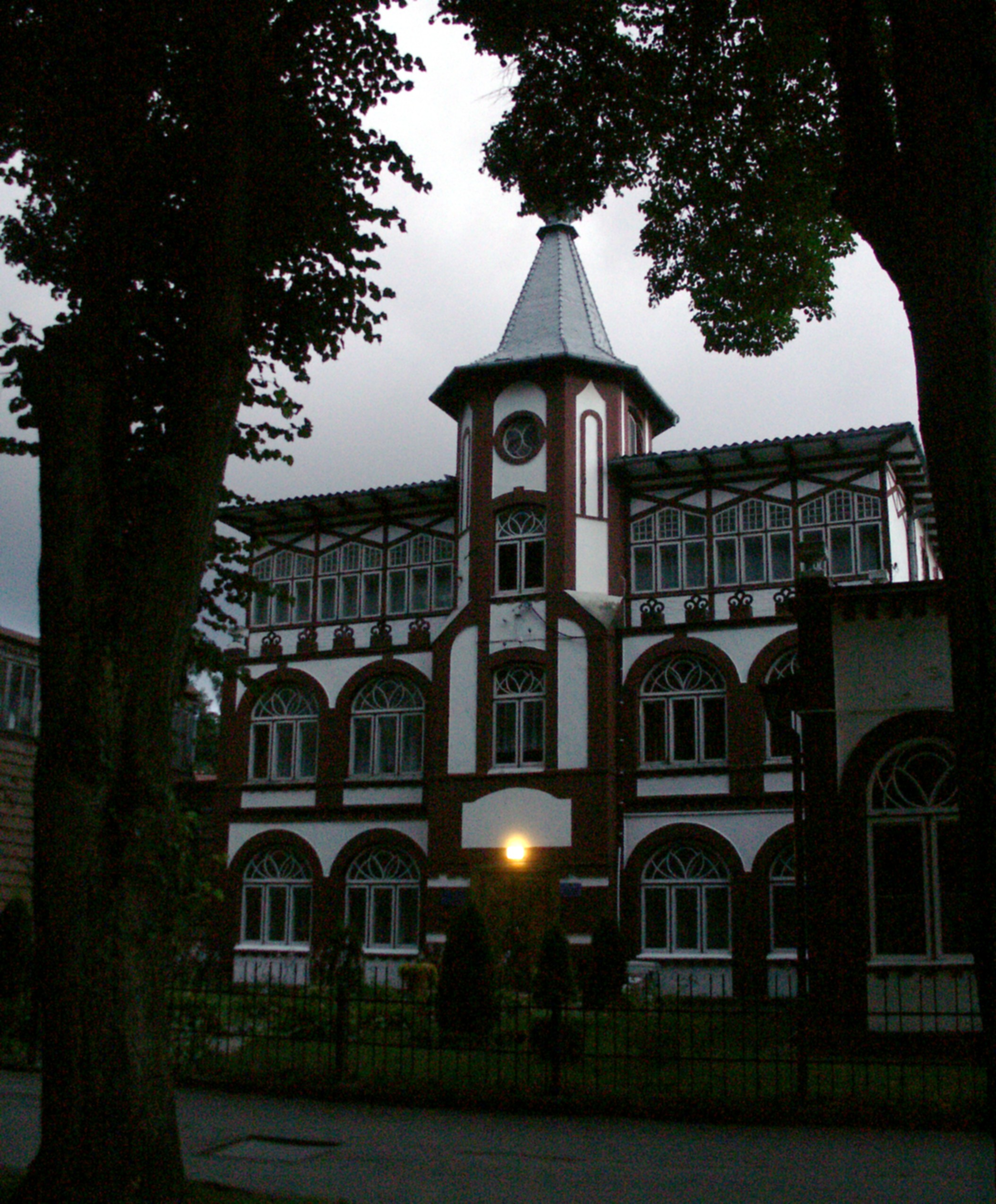
Один из корпусов Светлогорского Центрального военного санатория
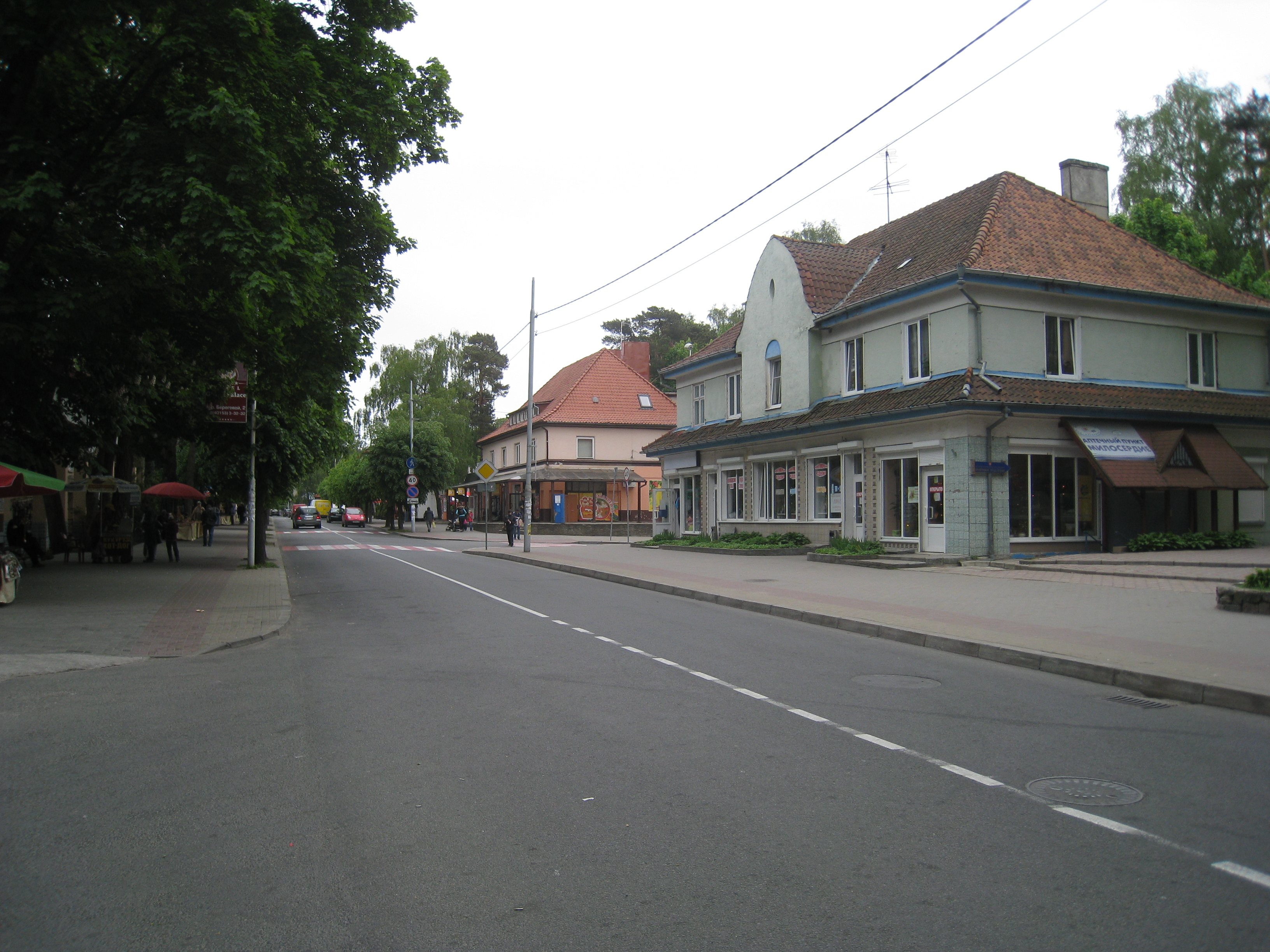
Улица Ленина
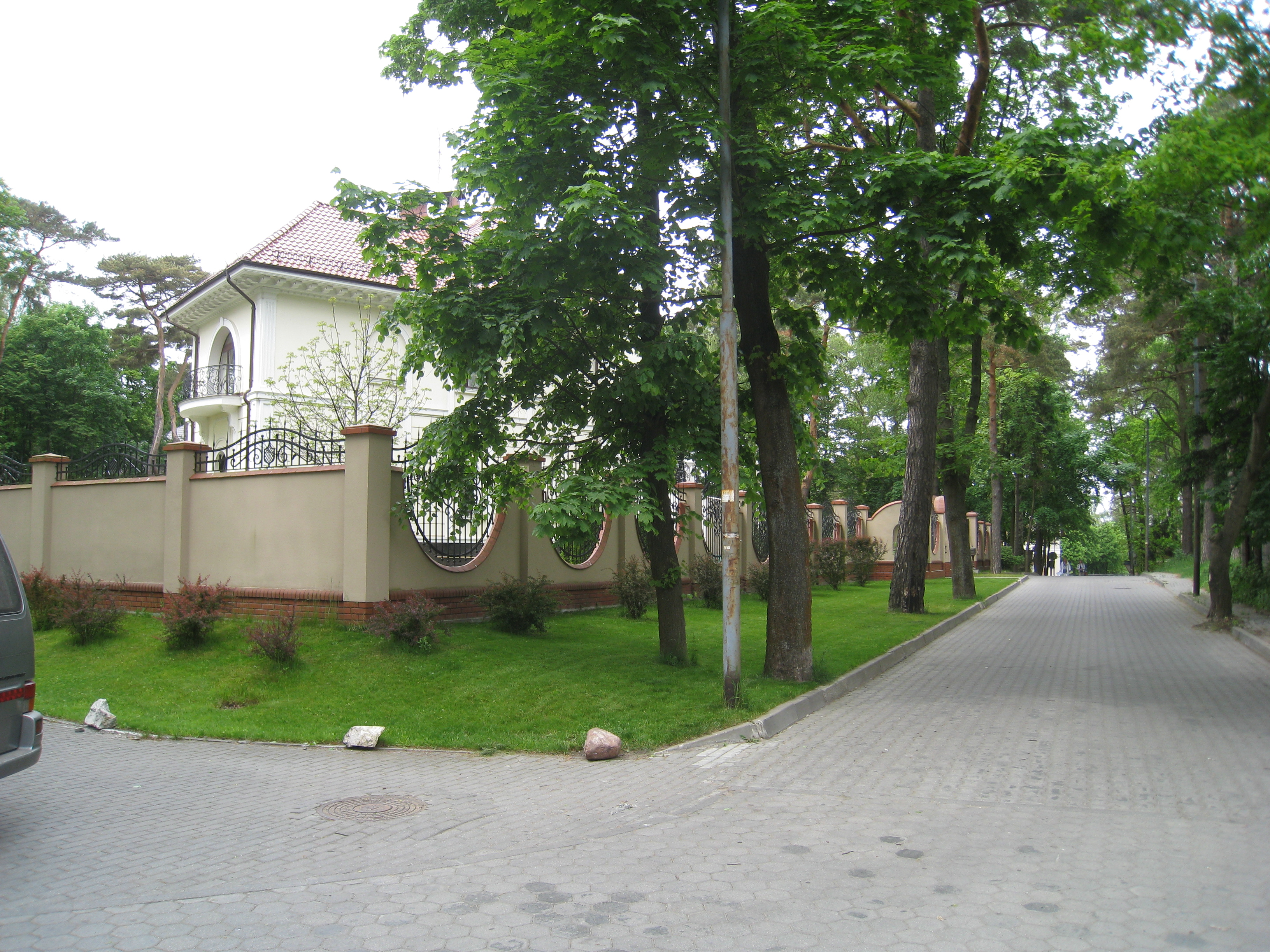
Частный дом на улице Некрасова
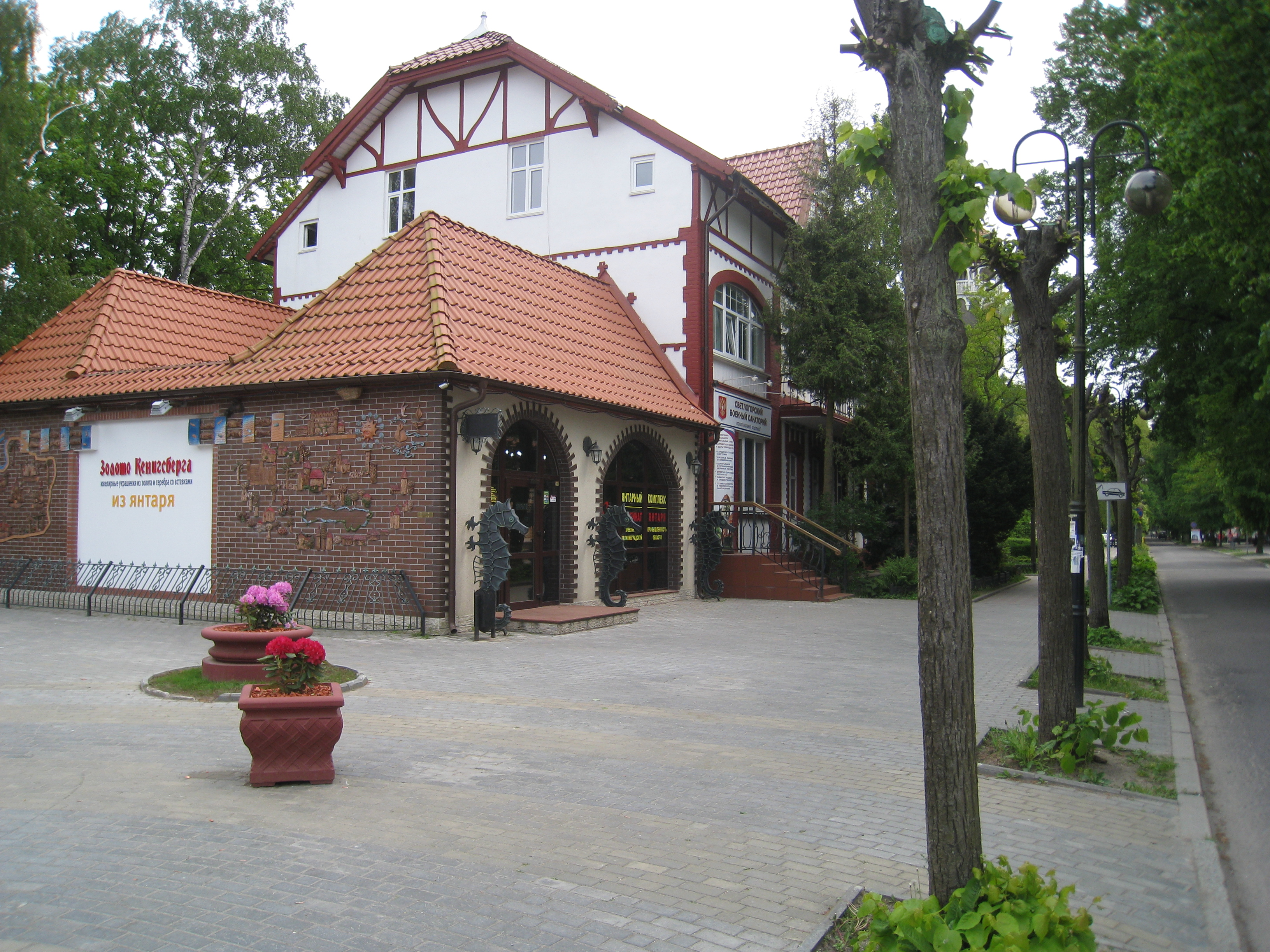
Здание Светлогорского Центрального военного санатория (Октябрьская ул., 13)
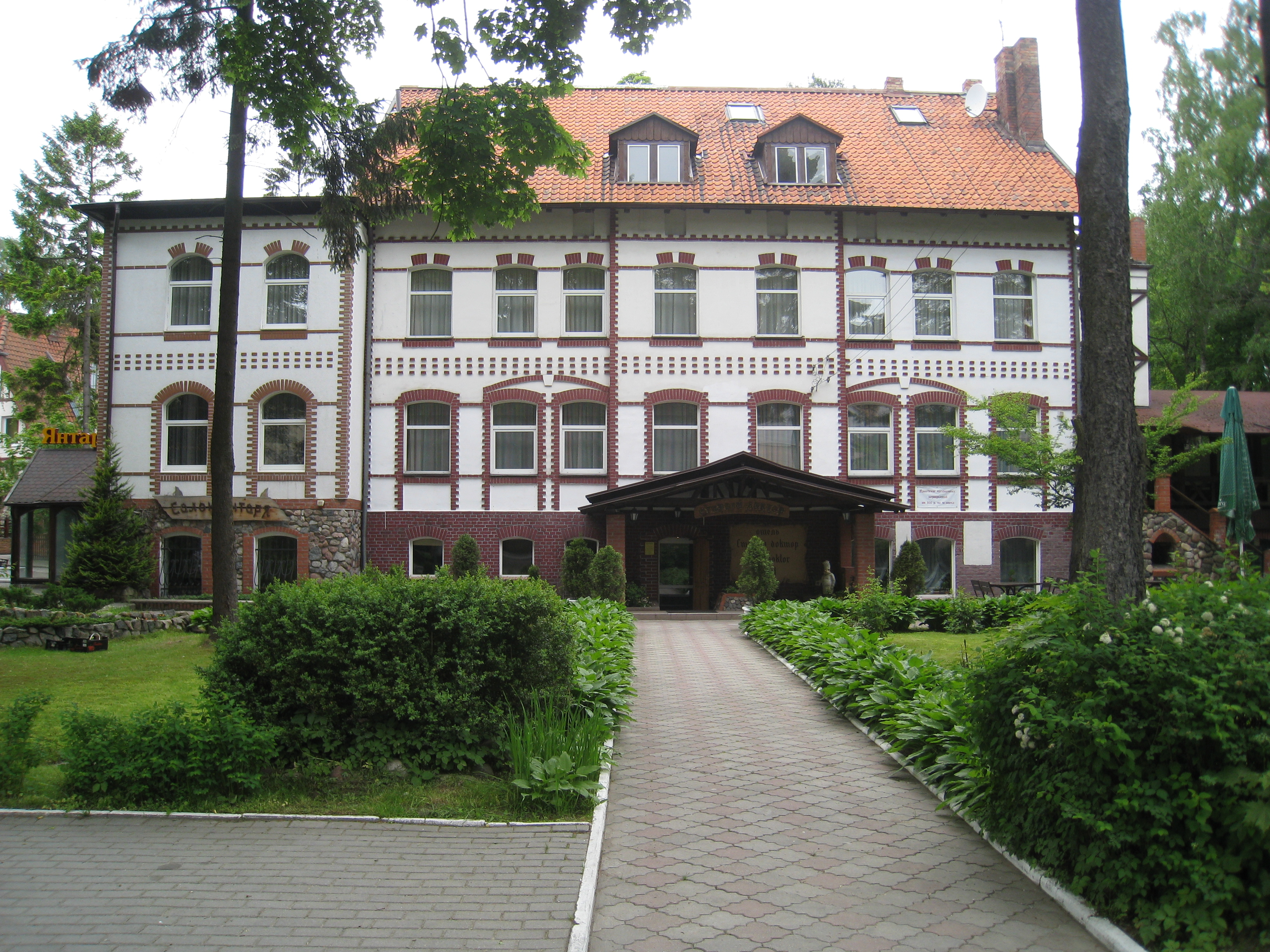
Гостиница «Старый доктор» (ул. Гагарина, 12)
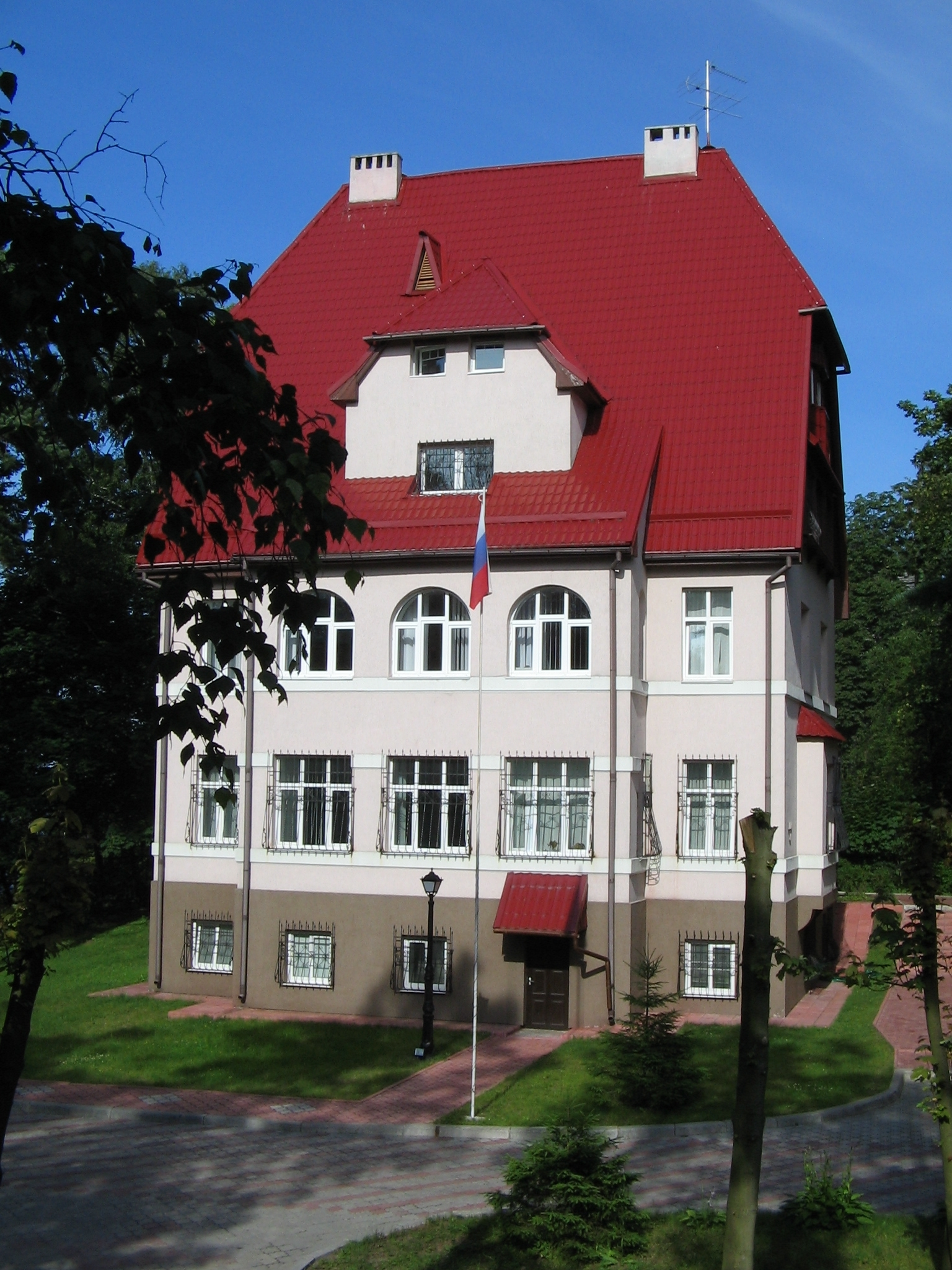
Здание военной прокуратуры